# Хронологія російського вторгнення в Україну (жовтень 2023)
Ця стаття є частиною хронології повномасштабного російського вторгнення в Україну з 24 лютого 2022 року, яка є частиною хронології російської збройної агресії проти України з 2014 року.
Про події попереднього місяця — див. Хронологія російського вторгнення в Україну (вересень 2023)
У вересні кількість російських атак з використанням безпілотників «Shahed-136» була найвищою з початку війни. Російські окупанти запустили 503 безпілотники, з яких 396 були знищені (приблизно 79 %).

## 1-10 жовтня

### 1 жовтня
Вночі російські окупанти масово атакували Україну 30-ма дронами-камікадзе «Shahed-136». Сили протиповітряної оборони України збили лише 16.

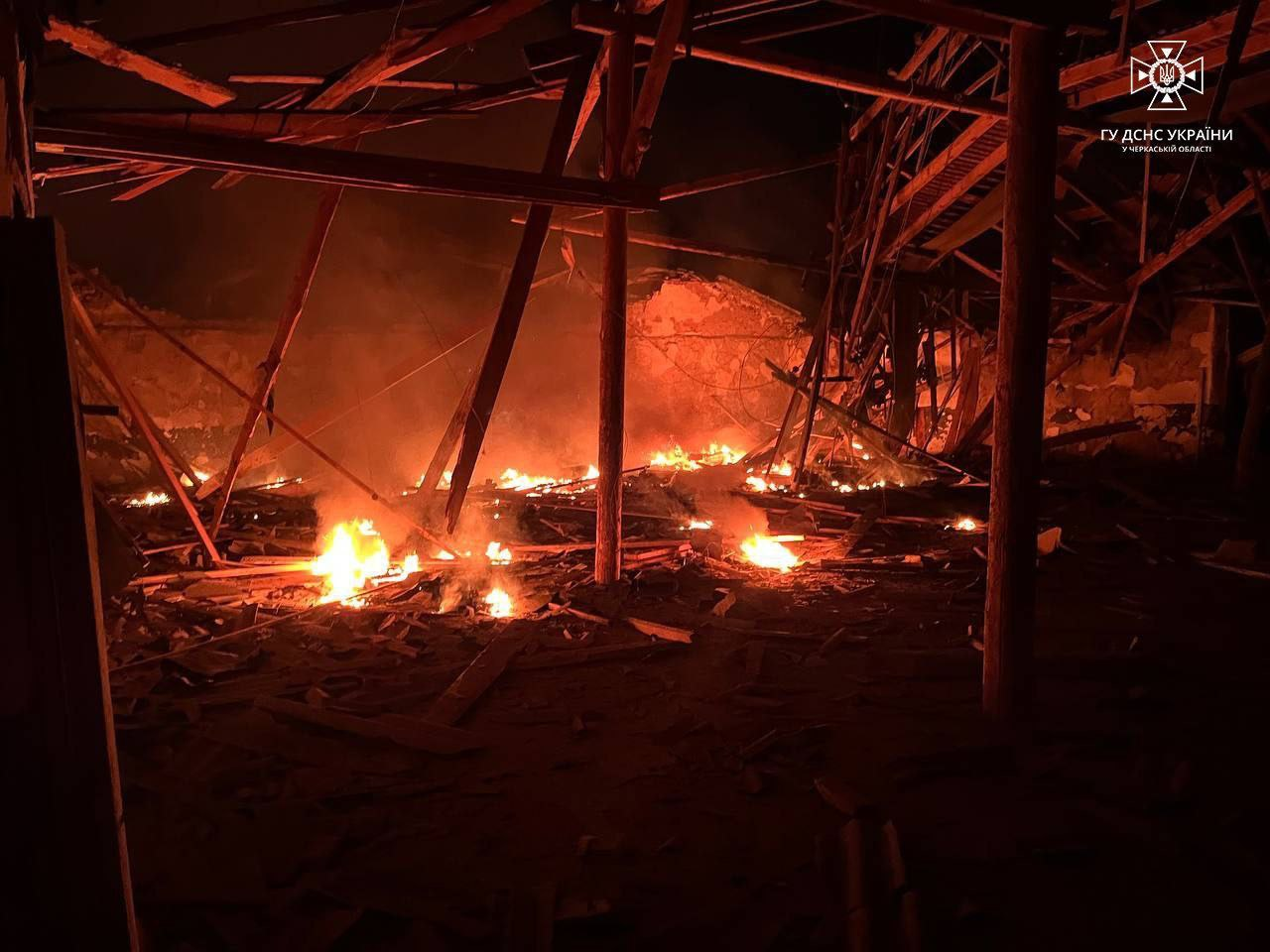
Руйнування цивільної інфраструктури в Умані. 01.10.2023

Загарбники безпілотниками атакували житловий квартал Херсона. На Черкащині, в Умані ворожі дрони-камікадзе влучили в складські приміщення, де зберігалося зерно. Вигоріло понад 3 тис. м², постраждала одна особа. Також масово рашистськими дронами була атакована Миколаївщина та Кривий Ріг.
Уночі авіація противника скинула 10 керованих авіабомб, пошкодження зафіксовані у селах Бургунка, Миколаївка, Ольгівка, Станіслав та місті Берислав на Херсонщині. На Харківщині рашистські терористи обстріляли центр Вовчанська, внаслідок чого загинула одна людина, агресор також обстріляв Харків ракетами С-300.
Українські військові дронами атакували Смоленський авіаційний завод, де виробляють частину ракет Х-59. Повідомляється, що 3 з 4 дронів влучили в ціль та завдали критичних пошкоджень підприємству. Ворог завершив формування угруповання нової 25-ї загальновійськової армії (17 000 військовослужбовців) в районі Кремінної, яка розвантажила угруповання 41-ї армії та 76-ї десантно-штурмової дивізії, які зазнали значних втрат.

### 2 жовтня
Вночі російські окупанти атакували Україну дронами-камікадзе. Внаслідок ворожого обстрілу Харкова пролунали 5 вибухів.
Генеральний штаб ЗСУ заявив, що на сході та півдні країни велися оборонні операції, а також наступальні операції в напрямку Мелітополя та Бахмута. Російські загарбники впродовж доби атакували в напрямках Лиман, Бахмут, Авдіївка, Мар'їнка, Шахтарськ та Запоріжжя, де було відбито до 35 атак. На Лиманському та Бахмутському напрямках українці відбили атаки в районі Макіївки, а рашистсько-терористичні угруповування спробували повернути позиції в районі Андріївки. На Авдіївському та Мар'їнському напрямках окупанти намагались повернути втрачені позиції в районі Авдіївки та здійснили 10 невдалих атак в районах Мар'їнки та Новомихайлівки, а біля Степового українці відбили ворожі атаки. На Шахтарському та Запорізькому напрямках агресор здійснив невдалі атаки поблизу Старомайорського та Рівнополя, а також спробували повернути втрачені позиції в районі Вербового та Малої Токмачки. Впродовж доби держава-терористка випустила вісім ракет, 47 авіаударів та 27 обстрілів українських позицій та цивільних об'єктів. Українська авіація завдала 11 авіаударів по районах зосередження та один по зенітно-ракетному комплексу, а артилерія — по двох районах зосередження, блокпосту, двом радіостанціям та чотирьом артилерійським установкам.
В результаті ворожого обстрілу транспортної компанії у Херсоні загинув співробітник поліції, ще троє людей отримали поранення, п'ятеро людей загинули і щонайменше 11 отримали поранення за останні 24 години внаслідок російських атак на Донецьку, Харківську та Херсонську області. Також рашисти обстріляли ракетами Харків, що призвело до щонайменше п'яти вибухів у місті.
Генерал-лейтенанта ЗСРФ Андрія Сичового було звільнено з посади польового командира в Бахмуті за проведення «непідготовлених і непідкріплених» контратак під Андріївкою та Кліщіївкою. Українські війська дещо просунулися на межі Донецької та Запорізької областей у результаті продовження контрнаступальних операцій на заході Запорізької області та під Бахмутом. У цей час окупанти продовжували атаки під Кремінною та Бахмутом, на лінії Авдіївка — Донецьк, на кордоні Донецької та Запорізької областей і в західній частині Запорізької області, просунувшись на окремих напрямках.
Німеччина надала Україні пакет військової допомоги, який включав понад 32 000 боєприпасів калібру 40 мм, десятки всюдиходів і прикордонних машин, радіообладнання для танків Leopard, майже 100 терміналів Satcom, танк для наведення мостів Beaver і два танки для розмінування Wisent 1. Українська сторона прийняла перші танки Leopard 2, відремонтовані на заводі Бумар-Лабенди у Гливицях.
Вперше в історії ЄС представники всіх країн-учасниць зібралися на неформальну зустріч за межами ЄС. Вони зустрілися з українським урядом у Києві, щоб запевнити його у підтримці. Жозеп Боррель заявив, що це була історична зустріч, спрямована на висловлення солідарності з країною, яка зіткнулася з російським вторгненням. Крім того, Володимир Путін заявив про «втому від війни серед деяких європейських країн», а речник Білого дому сказав: «Путін помиляється, якщо думає, що це триватиме довше, ніж ми».

### 3 жовтня
Вночі російські окупанти атакували Україну за допомогою 31 «Shahed-136/131» і застосував одну крилату ракету «Іскандер-К». Пуски здійснювались з тимчасово окупованого Криму: дронів із мису Чауда, крилата ракета — з району Джанкоя, Сили оборони знищили 29 БПЛА і перехопили ракету. Бійці ССО знищили п'ять російських БМП, вантажівки та російський польовий склад на Запорізькому напрямку. Над Дніпровщиною збили 13 дронів та крилату ракету.
Внаслідок кількох авіаударів ворога по Антонівці Херсонської области було поранено 7 мирних жителів, загинула одна людина.
Пентагон попереджає Конгрес США, що у нього закінчуються гроші на заміну зброї, яку Сполучені Штати відправили в Україну, й відомство вже було змушене сповільнити поповнення. Контролер Пентагону Майкл МакКорд повідомив лідерам Палати представників і Сенату, що з $25,9 млрд, виділених Конгресом на поповнення американських військових запасів, які надходили в Україну, залишилося $1,6 млрд.
Президент України Володимир Зеленський відвідав українські позиції на Куп'янсько — Лиманському фронті на Харківщині, ознайомившись з оперативною обстановкою, перебігом наступальних і оборонних операцій та поточними проблемами і потребами підрозділів.

### 4 жовтня
За даними Генштабу, ЗСУ ліквідували 360 російських окупантів, загальні втрати ЗСРФ за всю війну в Україні сягнули 279 440 осіб, також було знищено 15 танків і 40 артсистем ворога. Над Одеською та Миколаївською областями збили 17 БпЛА «Shahed-136/131».
ЗСУ на Таврійському напрямку знищили 16 одиниць техніки та взяли у полон кількох російських загарбників.
IT-армія України зламала ворожу систему бронювання авіаквитків Leonardo, розробкою якої займалися Сирена-Тревел і Ростех. Це викликало системний збій у реєстрації авіаційних рейсів у Росії, через це клієнти авіакомпанії «Побєда» та Аерофлоту не можуть ні забронювати, ні зареєструватися на рейс.
Українська військова розвідка повідомила, що спецназ висадився у тимчасово окупованому Криму та здійснив бойову операцію, вступивши в бій з російськими військами. Бійці спеціального призначення «Стугни» та «Братства» у складі спецпідрозділу Тимура ГУР. Бойові дії спричинили втрати з обох сторін, після чого спецназ відступив у рамках спланованої операції. Цього ж дня російські ЗМІ заявляли про те, що росіяни нібито «знищили групу українських десантників, які намагалися прорватися на півострів через мис Тарханкут». Крім того, стверджується, що один з українських військових був узятий у полон і допитаний ворогом.

### 5 жовтня

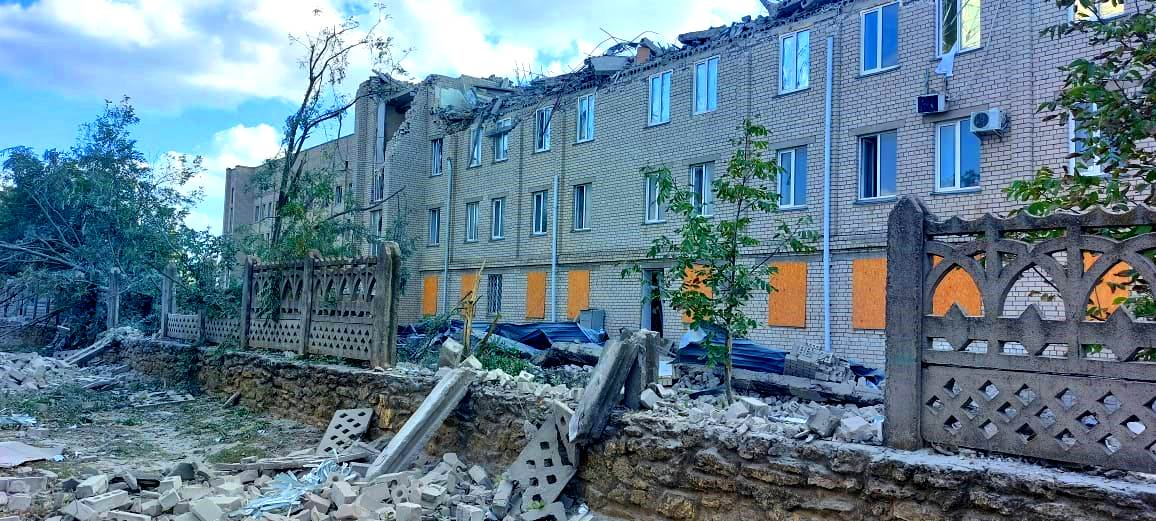
Центральна районна лікарня в Бериславі після російського обстрілу, 5 жовтня 2023; троє людей поранені.

Вночі над Україною знищено 24 з 29 БпЛА «Shahed-136/131» у межах Одеської, Миколаївської та Кіровоградської областей, пролунали вибухи у Миргороді на Полтавщині Понад 130 разів росіяни обстріляли Сумщину, вбивши одну людину. Внаслідок російського удару по центру Херсона було вбито двох мирних жителів.
Вранці ракетами противник здійснив провокацію, обстрілявши Курську область, 70 населених пунктів залишилися без світла.
Внаслідок обстрілу прикордонного Рильська одна людина була поранена та пошкоджено кілька будівель. Нічна атака українського безпілотника на об'єкти інфраструктури в Суджанському, Корєнієвському та Глуковському районах спричинила знеструмлення у 67 містах.
Кабінет міністрів України призначив трьох заступників міністру оборони Умєрову: Івана Гаврилюка, Станіслава Гайдера та Дмитра Кліменкова.
За данними МВС України на 5 жовтня 2023 року вважалися безвісти зниклими за особливих обставин 11 тис. цивільних і 15 тис. українських військовослужбовців.
Російські окупанти нанесли ракетний удар ракетою «Іскандер» по магазину-кафе в селі Гроза на Харківщині, загинув щонайменше 52 житель, це стало наймасовішим рашистським обстрілом Харківщини впродовж війни. У селі проживало 330 людей, російські терористи ж знищили 17 % жителів села.
Російські загарбники нанесли 5 авіаударів по району Берислава Херсонської області, також влучивши у лікарню, поранивши кількох людей.
За інформацією Генерального штабу ЗСУ оборонні дії на сході та півдні країни, а також наступальні дії на Мелітополь та Бахмут. Наступ тривав у напрямку Мелітополя та Бахмута, завдавши втрат у живій силі та техніці. Росія атакувала в напрямках Лиману, Бахмута, Авдіївки, Мар'їнки, Шахтарська та Запоріжжя, де було відбито до 37 атак. На напрямку Лиману та Бахмута українські війська відбили чотири атаки на схід від Макіївки і досягли успіху на схід від Андріївки, а російські війська намагалися повернути позиції в районі Диліївки; Українці продовжували наступати на південь від Бахмута. На Авдіївському та Мар'їнському напрямках російські окупанти здійснили удари в районі Авдіївки та 14 невдалих атак біля Мар'їнки та Новомихайлівки. У напрямку Шахтарська та Запоріжжя українці відбивали атаки біля Золотої Ниви, Водяного та на південний схід від Роботиного. За добу Росія завдала 3 ракетних ударів, 65 авіаударів і 50 обстрілів українських позицій і цивільних об'єктів. Українська авіація здійснила 12 ударів по місцях зосередження та 7 — по зенітно-ракетним комплексам, артилерія обстріляла вузол зв'язку, зенітно-ракетний комплекс, 9 артилерійських одиниць, склад паливно-мастильних матеріалів, радіолокаційну станцію та радіостанцію. — станція радіоелектронної боротьби.

### 6 жовтня
Російські окупанти здійснили масовану дронову атаку протягом ночі, силами ППО в південних областях України збито 11 БпЛА «Shahed-131/136», загалом за ніч над Україною було збито 25 із 33 дронів у межах Одеської, Миколаївської, Харківської, Дніпровської, Черкаської та Житомирської областей. Постраждало зерносховище, загорілися 9 вантажівок, тимчасово зупинено паромну переправу в Орлівцях.
Зранку по центру Харкова російськими окупантами було завдано ракетного удару, влучання зафіксовані у Київському та Основ'янському районах, щонайменше 25 людей було поранено. Російська ракета влучила у 3-х поверховий будинок. З під завалів дістали тіла бабусі та 10-літнього онука. Внаслідок удару було пошкоджено понад 70 будівель.
ЗСУ на Таврійському напрямку знищили російську станцію РЕБ «Житєль».

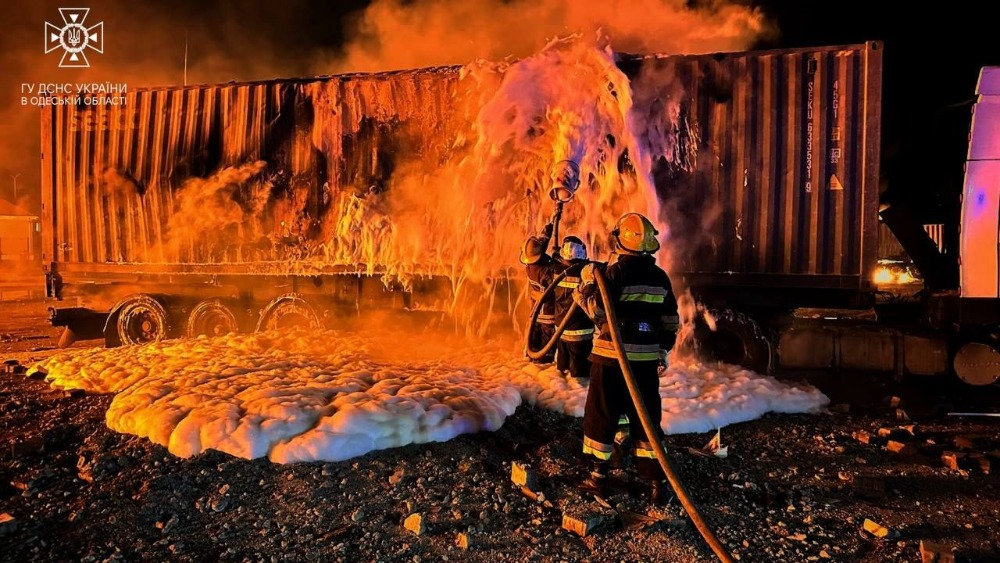
Тушіння вантажівок в Одеській області після влучання ракетою. 6.10.2023

Україна повернула тіла 64 загиблих військових. Репатріацію провели за сприяння СБУ, МВС та інших правоохоронних органів. Крім того, до повернення тіл загиблих українців долучилися представники Міжнародного комітету Червоного Хреста.

### 7 жовтня
Вночі росіяни атакували ракетами «Онікс» Одеську область, є влучання в будівлю пансіонату і зерносховище, пошкоджено будинки. Чотири потужні вибухи пролунали в Миколаєві, одразу після початку повітряної тривоги, ворог застосував ракети типу Х-35У. Внаслідок російського удару по Пересічному на Харківщині двох людей було поранено.
ЗСУ зафіксували 774 російські обстріли на Куп'янсько-Лиманському напрямку, що стало одним із рекордів за кількістю, росіяни використали безпілотники, міномети, артилерію, ракети та стрілецьку зброю. На цьому напрямі відбулося 14 бойових зіткнень, усі вони були відбиті. ЗСУ продовжили наступ, просунувшись на південь від Бахмута та поблизу Андріївки, також наступ було продовжено на Таврійському напрямку.
В Біленькому на південному сході Запорізької області одна людина загинула і двоє отримали поранення. О 8:00 росіяни випустили ракети з касетними боєприпасами з реактивної системи залпового вогню.
Президент США Джо Байден планував звернутися до Конгресу із проханням виділити найбільший в історії пакет допомоги Україні на $100 млрд.
У тимчасово окупованій Новій Каховці підірвано автомобіль секретаря місцевого відділення путінської партії «Єдина Росія» Володимира Малова, котрий помер від травм у лікарні.

### 8 жовтня
Російські окупанти вночі обстріляли житлові будинки в Херсоні та село у Станіславській громаді. Внаслідок обстрілу в обласному центрі травмовано сім містян, серед яких дев'ятимісячна дитина. У селі окупанти поцілили по приватному будинку — постраждала родина з чотирьох дорослих людей, пошкоджено багатоповерхові та приватні будинки, господарські споруди, газопровід, автотранспорт.
За даними ISW, російські війська почали повторно мінувати ділянки, які раніше були розміновані, щоб зірвати українську логістику. Росіяни інтенсивно мінують ділянки на лінії Роботине — Вербове в напрямку Запоріжжя, щоб порушити логістику і сповільнити українські атаки в західній частині Запорізької області. Російські війська також активізували тактичні наступальні операції на кількох ділянках фронту за межами Запорізької області, щоб розтягнути українську оборону і послабити свої операції. Тим часом українські війська продовжили контрнаступ під Бахмутом і дещо просунулися вперед на заході Запорізької області. Геолокаційні дані показали, що українські сили досягли прогресу на північ від Новопрокопівки. Український генеральний штаб повідомив, що українці досягли часткового успіху на північний схід від Андріївки, а російські джерела повідомили, що вони продовжили атаки біля Андріївки та Курдюмівки. Російські окупанти, у свою чергу, продовжили атаки на лінії Куп'янськ — Сватове — Кремінна, під Бахмутом, на лінії Авдіївка — Донецьк, на кордоні Донецької та Запорізької областей і в західній частині Запорізької області, просунувшись на деяких ділянках.

### 9 жовтня
Протягом доби відбулось 34 бойових зіткнення. Російські загарбники завдали 1 ракетний та 39 авіаційних ударів, здійснив 23 обстріли з реактивних систем залпового вогню по позиціях українських військ та населених пунктах. Внаслідок російських терористичних атак, на жаль, є загиблі та поранені серед цивільного населення. Руйнувань та пошкоджень зазнали приватні житлові будинки та інша цивільна інфраструктура. Сили оборони України продовжують наступальну операцію на Мелітопольському напрямку, наступальні (штурмові) дії на Бахмутському напрямку, завдають окупаційним військам втрат в живій силі та техніці, виснажують ворога вздовж всієї лінії фронту. Протягом доби авіація Сил оборони завдала 10 ударів по районах зосередження особового складу, озброєння та військової техніки противника. Підрозділи ракетних військ уразили пункт управління, склад боєприпасів, два райони зосередження особового складу, озброєння та військової техніки та станцію РЕБ росіян.

### 10 жовтня
Росіянами було запущено 36 ударних БпЛА типу «Shahed», з яких 27 вдалося збити над Миколаївською, Одеською та Херсонською областями. За даними місцевої влади, пошкоджено об'єкти логістичної інфраструктури на Одещині.

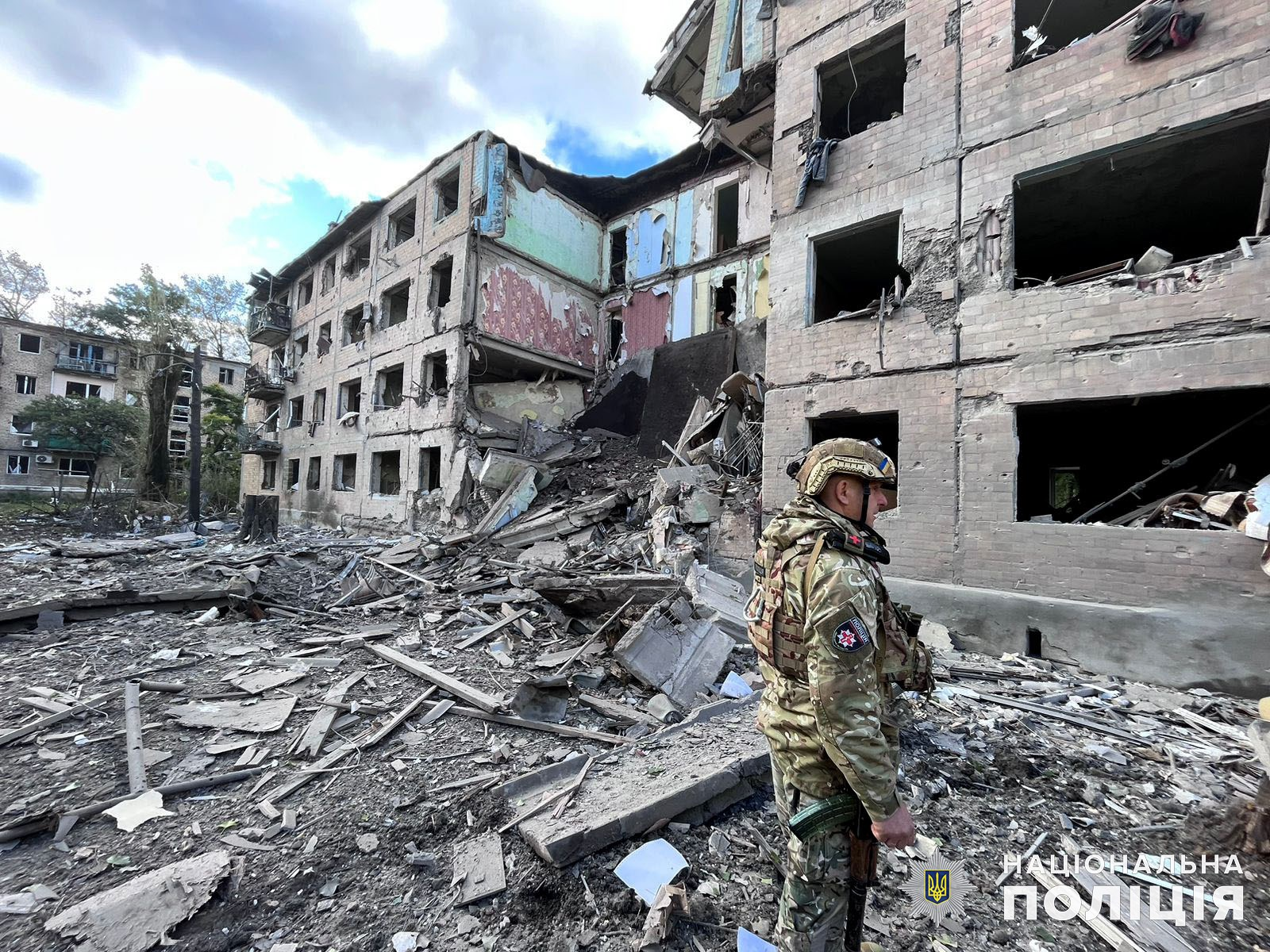
Житловий будинок у місті Авдіївка після російських авіаударів. 10.10.2023

Російські окупанти посилили наступ з метою оточення Авдіївки, вранці завдали артилерійського удару по місту і вели обстріли.

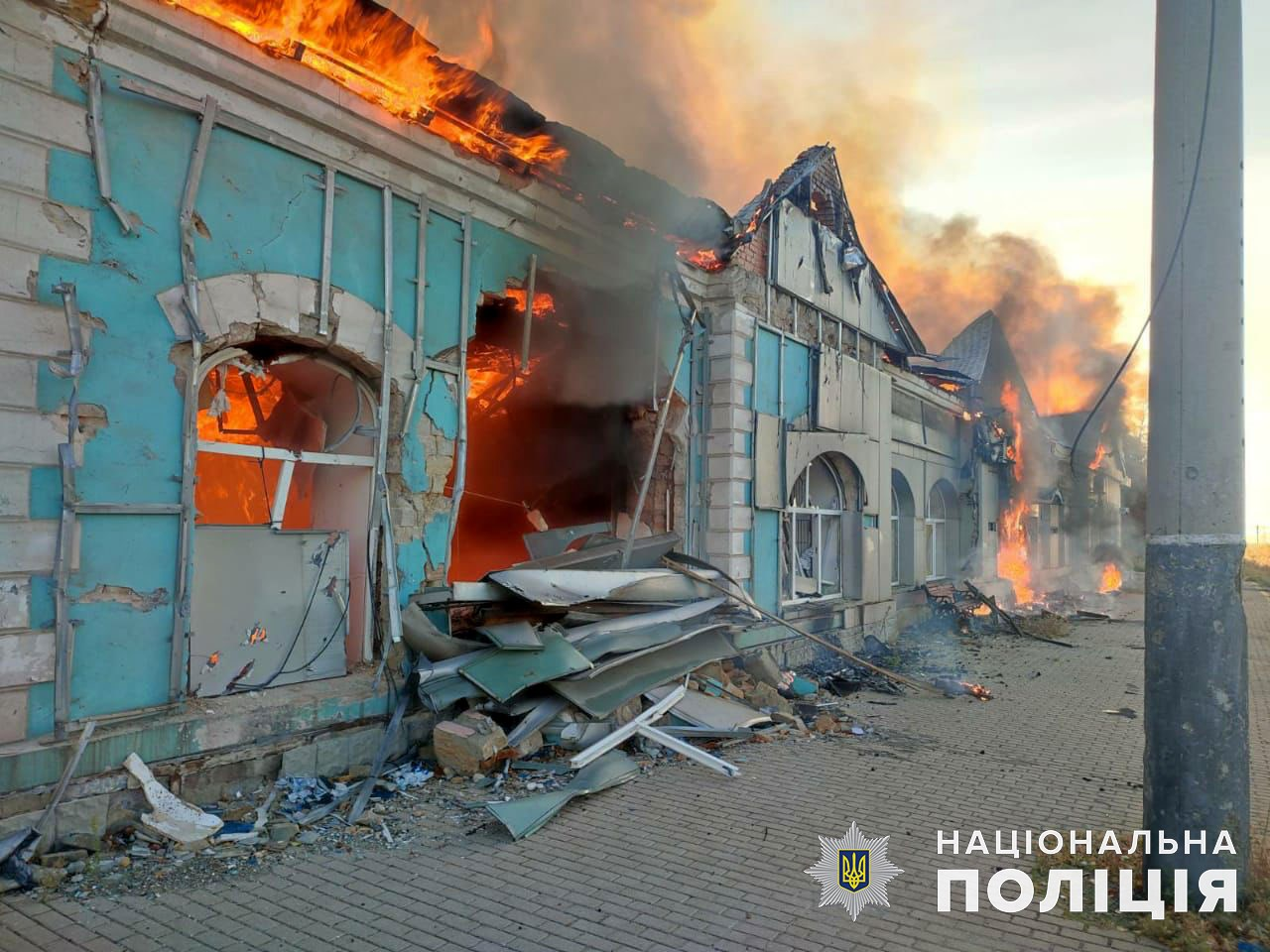
Станція в Очеретиному після російського обстрілу. 10.10.2023

Український контрнаступ у напрямку Мелітополя продовжився, росіяни атакували в напрямках Куп'янська, Лиману, Бахмута, Авдіївки, Мар'їнки, Шахтарська та Запоріжжя, де було відбито до 108 атак. На Куп'янському, Лиманському та Бахмутському напрямках ЗСУ відбили 30 обстрілів у районі Синьківки та Іванівки, а також атаки біля Макіївки, Дібрової, Ключівки та Андріївки; на південь від Бахмута ЗСУ продовжили атаки з «частковим успіхом» на схід від Ключівки та Андріївки. На Авдіївському напрямку росіяни силами трьох батальйонів за підтримки танків і бронетехніки активізували атаки в районі Авдіївки, Тоненького, Кераміка і Первомайського; українці відбили всі атаки і не допустили втрати своїх позицій. На Мар'їнському напрямку росіяни здійснили понад 10 невдалих обстрілів поблизу Мар'їнки та Красногорівки. На Шахтарському та Запорізькому напрямках українські війська відбили атаки, зокрема, біля Золотої Ниви та Вербового. Протягом дня російські бойовики здійснили два ракетних обстріли, 76 авіаударів та 83 обстріли українських позицій та цивільних об'єктів (є жертви серед мирного населення та зруйнована інфраструктура). ЗСУ завдали 11 авіаударів по районах зосередження і дев'ять — по зенітно-ракетних комплексах; артилерія обстріляла командний пункт, склад боєприпасів, три райони зосередження, сім артилерійських установок і станцію радіоелектронної боротьби.
За даними OSW, на Запорізькому фронті тривали важкі бої, переважно в районі українського «клину», вбитого в позиції російського угруповання «Запоріжжя» на лінії Копані — Роботине — Новопрокопівка — Вербове. Останніми днями українцям вдалося відбити контратаки росіян на флангах, які вели 7-а та 76-а десантно-штурмові дивізії, але це ускладнило наступ на головних напрямках. Щоб підстрахувати свої фланги, українці почали атакувати позиції в районі села Копані. Посилилася активність російських окупантів і на інших ділянках Запорізького фронту. Російські ЗМІ припускали, що українські бригади, які діяли на південь від Великої Новосілки, були передислоковані в район Нової Каховки та Херсона, де вони нібито готувалися до висадки десанту на лівому березі Дніпра. Українці продовжили свої атаки на південь від Бахмута, де вони звільнили плацдарми на східній стороні залізничної лінії Бахмут — Горлівка і спробували вийти на дорогу, що з'єднує ці два міста. Вони також переходили у наступ, в напрямку Курдюмівки. Росіяни зберегли ініціативу в районі Авдіївки та Мар'їнки, а також на кордоні Харківської та Луганської областей. Останніми днями вони посилили там атаки, переважно в районі Куп'янська та Макіївки, де вони мали обмежений успіх.
Увечері українська прикордонна служба повідомила, що російські атаки були відбиті, а українські війська утримали свої позиції.
Заявка Росії на повернення до Ради ООН з прав людини була відхилена: лише 83 з 193 країн-членів ООН проголосували за членство Росії.

## 11-20 жовтня

### 11 жовтня

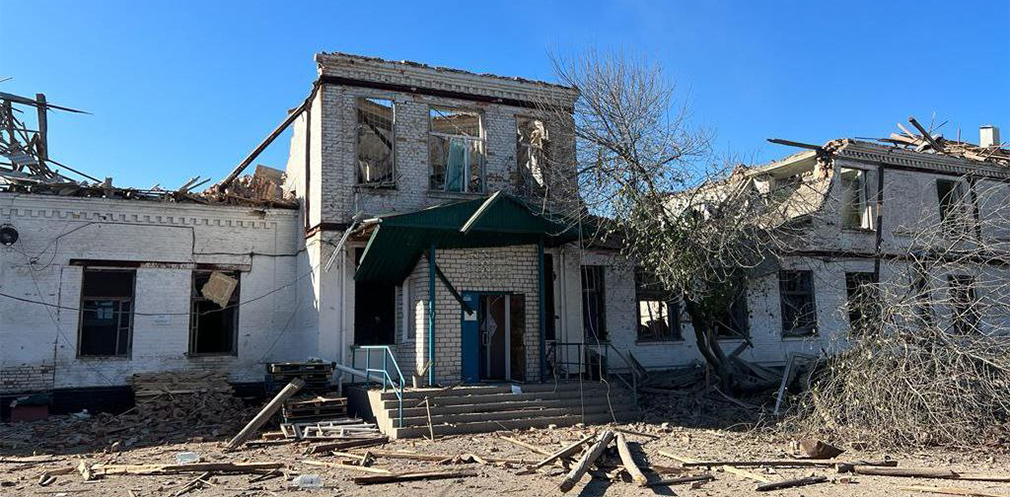
Середня школа № 16 у Нікополі після російського обстрілу; четверо людей загинули і двоє отримали поранення. 11 жовтня 2023 року.

Вранці загарбники обстріляли житлові квартали Авдіївки, загинув один мирний житель, двох було поранено.
Ворог обстріляв село Борова в Ізюмському районі з реактивної системи залпового вогню, а також із ЗРК С-300. У населеному пункті пошкоджено два житлові будинки, минулося без постраждалих.
Росіяни обстріляли гімназію в Нікополі Дніпропетровської області, загинули 4 людей, ще 2 зазнали поранень. Пошкоджені 42 приватні будинки та 18 господарських споруд, а також інфраструктурний об'єкт.
Велика Британія повідомила про передачу Україні стаціонарних зенітних комплексів Terrahawk Paladin з можливістю дистанційного керування, а також додаткове обладнання для розвідувальних задач і нейтралізації мінних полів.
Німеччина також оголосила про подальший пакет підтримки для України на суму близько 1 млрд євро, включаючи ракетний комплекс Patriot, систему IRIS-T і зенітну гармату Cheetah. Міністр оборони Німеччини Борис Пісторіус заявив, що «Німеччина продовжить підтримувати Київ тим, чого він потребує найнагальніше — засобами протиповітряної оборони, боєприпасами і танками». Крім того, країни, що входять до Міжнародного фонду для України, підготували пакет допомоги для України на суму 120 млн доларів, який включає обладнання для розмінування та переправи через річки, обладнання для підтримання транспортних засобів у належному стані та інструменти для створення укріплень.

### 12 жовтня
За данними Генштабу, протягом минулої доби ЗСУ ліквідували 990 окупантів і знищили 118 одиниць танків, ББМ та артсистем. Загальна кількість втрат армії країни-терористки з початку вторгнення склала 284.890 осіб.

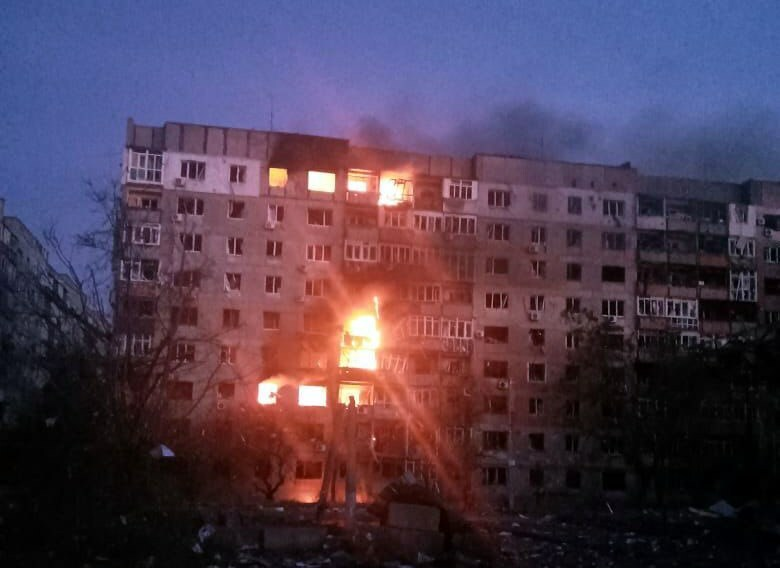
Обстріляний будинок в Авдіївці

Під Авдіївкою українська армія відбила понад 10 атак. Окупанти постійно вели бої навколо міста, просунулися в районі Північного на південний захід від міста та в районі Степу і Красногорівки на північний захід від міста. ЗСУ в місті відбивали атаки ворога. ISW оцінила, що російська армія здійснила атаки одночасно на північному заході, заході та півдні Авдіївки, але це не призвело до серйозних проривів на фронті. З початку наступу 10 жовтня російські війська окупували 4,5 км² території навколо Авдіївки й перебували за 5,2 км від північної межі міста. Під час наступальних дій російська армія втратила понад 50 одиниць бронетехніки.
Вночі силами ППО вдалось знищити 28 з 33 БпЛА «Shahed-131/136». На Одещині є влучання в Ізмаїльському районі — пошкодження припортової інфраструктури та житлових будинків, одна людина постраждала. Також є влучання дрона у приватний будинок на Харківщині. Правоохоронці ідентифікували загиблих внаслідок обстрілу росіянами Грози, число жертв сягнуло 59 осіб.
Речник ВМС Дмитро Плетенчук підтвердив, що ЗСУ пошкоджили патрульний корабель російського Чорноморського флоту «Павел Державин».
Американський уряд вперше запровадив санкції проти компаній «Lumber Marine SA» з ОАЕ і турецької фірми «Ice Pearl Navigation Corp» за порушення цінової стелі на російську нафту. Мінфін США блокував право власності компаній на два судна, які використовувалися для постачання нафти в обхід обмежень. Зазначається, що кораблі входили в порти Росії і транспортували нафту країни-агресора за ціною, вищою за ту, яка була погоджена G7 і союзникам.

### 13 жовтня

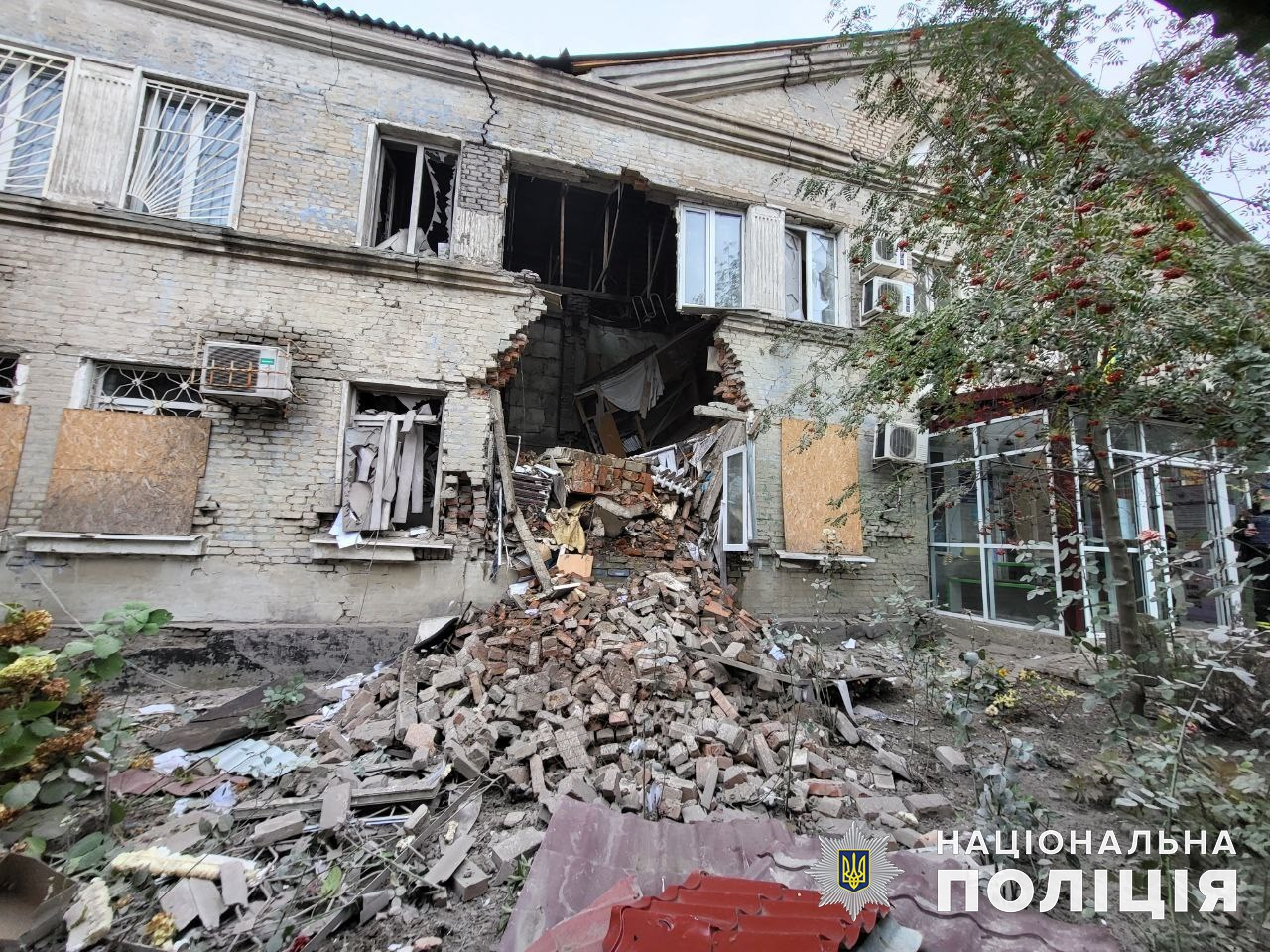
Влучання 2-х ракет Іскандер-М в адмінбудівлю у Покровську. 13.10.2023

Внаслідок ракетного удару росіян о 8:30 по Покровську було поранено 24 людей, 1 людина померла у лікарні, частково зруйновано дві адміністративні будівлі. Після обстрілу Нікополя російські війська обстріляли рятувальників, які приїхали гасити пожежу після попереднього влучання, було поранено двох пожежних.
У окупованому Севастополі пролунав потужний вибух на російському кораблі проєкта 21631 «Буян-М» — носій крилатих ракет Калібр.
На сході та півдні України велися оборонні та наступальні операції в напрямку Мелітополя та Бахмута. Росіяни здійснили три ракетні удари, 59 авіаударів та 54 обстріли українських позицій та населених пунктів. ЗСУ завдали 12 авіаударів по районах зосередження, а артилерія обстріляла командний пункт та склад боєприпасів росіян. ЗСУ знищили російський Су-25.
Зранку українська диверсійна група підірвала потяг, що слідував з Криму в Мелітополі, який зазвичай перевозив боєприпаси і паливо для російських військових, а також пошкодили обладнання. Штаб національного спротиву повідомив, що в результаті вибуху було пошкоджено 150 метрів залізничної колії та локомотив.
Парламентська асамблея Ради Європи закликала держави-члени Ради визнати Путіна нелегітимним після закінчення його нинішнього президентського терміну та оголосила Росію диктатурою.

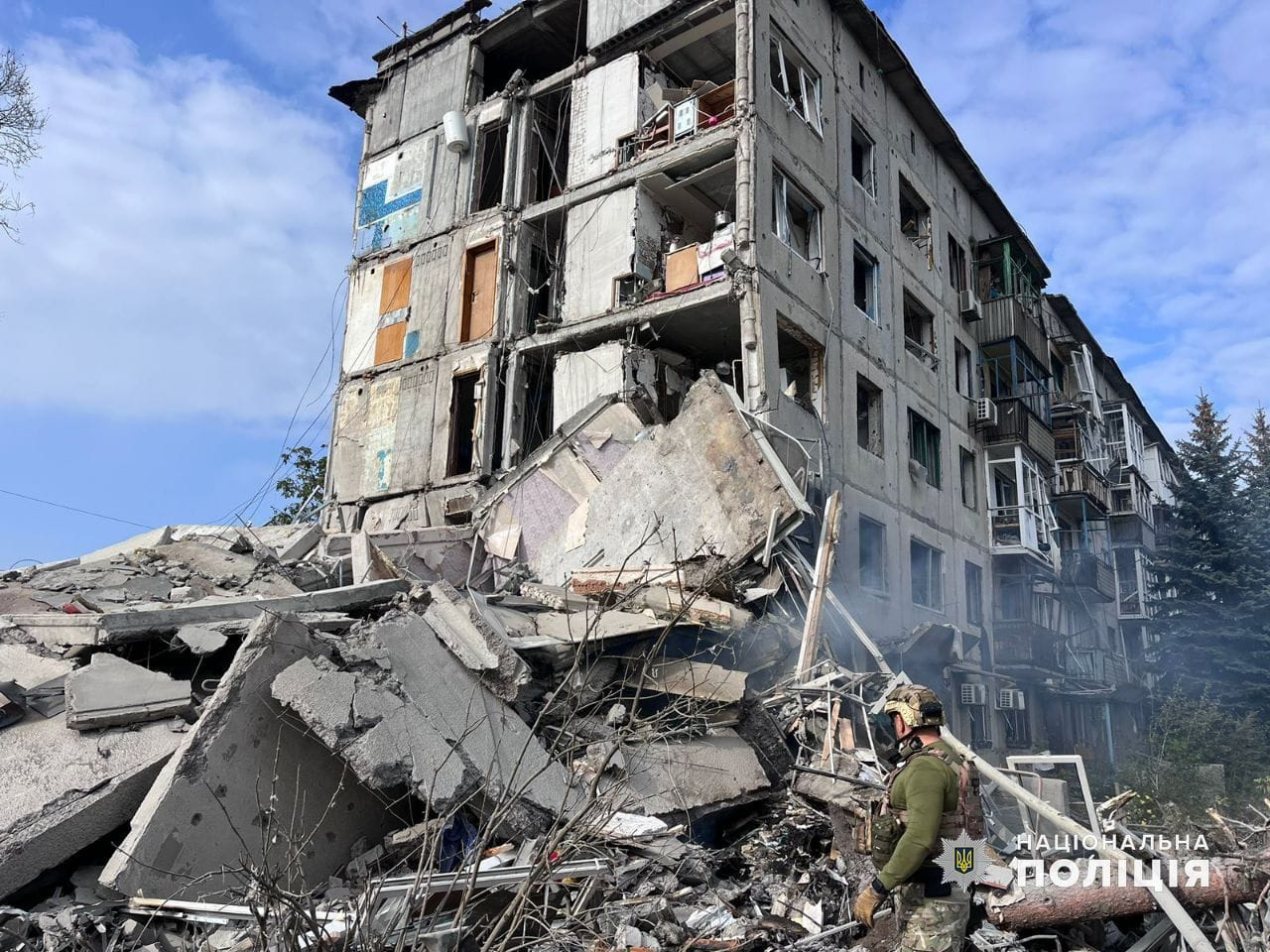
Житловий будинок в Авдіївці після російського авіаудару. 13.10.2023

ПАРЄ назвала російську агресію проти України доказом того, що диктатури становлять загрозу міжнародному миру та територіальній цілісності своїх сусідів. Відновлення демократії в Росії є в інтересах не тільки російського народу, але і Європи та всього світу, наголосили парламентарі.
Білий дім заявив, що в період з 7 вересня по 1 жовтня 2023 року судно під російським прапором доставило вантаж зі складу боєприпасів у КНДР до російського порту, звідки вантаж був перевезений на російський військовий склад. Північнокорейці відвантажили росіянам понад 1000 контейнерів із військовим спорядженням та боєприпасами.
Окупанти пізно ввечері завдали авіаудару по п'ятиповерхівці в Авдіївці (Донецька обл.), будівля зруйнована, під завалами, імовірно, перебував чоловік.

### 14 жовтня
Продовжується наступ на Мелітополь, російська армія наступала на Куп'янському, Лиманському, Бахмутському, Авдіївському, Мар'їнському та Запорізькому напрямках, де було відбито 60 атак. На Куп'янському, Лиманському та Бахмутському напрямках ЗСУ відбили 10 обстрілів у районі Синьківки та Іванівки, сім — біля Макіївки, Серебряного лісу та Торжка; на південь від Бахмута обстріли тривають. На Авдіївському та Мар'їнському напрямках ЗСУ відбили 15 обстрілів поблизу Авдіївки, Тоненького та Первомайського та понад 10 обстрілів у районі Мар'їнки.
На Запорізькому напрямку противник намагався повернути втрачені позиції поблизу Роботиного та Вербового, здійснили два ракетних удари, 43 авіаудари та 59 обстрілів українських позицій та населених пунктів. ВПС ЗСУ завдали 12 авіаударів по районах зосередження та два — по зенітно-ракетних комплексах, а артилерія обстріляла командний пункт, дві артилерійські установки та район зосередження.
Ситуація на Куп'янському та Лиманському напрямках загострилась. Росіяни атакували Авдіївку тисячами військових та десятками одиниць техніки. Російські війська здійснили ракетний обстріл (з використанням БМ-30 «Смерч») села Багатир, в результаті якого загинув 11-річний хлопчик і були поранені його 6-річний брат і 31-річна мати. Атака пошкодила 20 будинків, церкву, школу, автомобілі та електромережу.
О 16:00 росіяни атакували житлові будинки Берислава в Херсонській області і вдарили по ринку в Херсоні. Один снаряд поцілив поблизу житлового будинку, загинула жінка, що перебувала поруч.
Біля Криму був двічі атакований російський корабель «Павєл Дєржавін», також було уражено російський буксир.

### 15 жовтня
На сході та півдні велися оборонні та наступальні операції в напрямку Мелітополя та Бахмута. Росія атакувала в напрямках Куп'янська, Бахмута, Авдіївки, Мар'їнки, Шахтарська та Запоріжжя, де було відбито близько 70 атак. На Куп'янському, Лиманському та Бахмутському напрямках ЗСУ відбили 15 обстрілів у районі Синьківки та Іванівки, п'ять — біля Ключівки та Андріївки, на південь від Бахмута тривали обстріли. На Авдіївському та Мар'їнському напрямках росіяни здійснили 15 обстрілів в районі Авдіївки, Кераміка, Тоненького та Північного і понад 15 обстрілів в районі Мар'їнки. На Шахтарському та Запорізькому напрямках російські війська намагалися наступати на північ від Прутного та повернути втрачені позиції біля Роботиного. Протягом доби російські війська здійснили 10 ракетних ударів, 87 авіаударів та 68 обстрілів українських позицій та населених пунктів (з жертвами серед цивільного населення та зруйнованою інфраструктурою). Українська авіація завдала 15 авіаударів по районах зосередження та один по зенітно-ракетному комплексу, а артилерія — по двох районах зосередження, двох зенітних позиціях та п'яти артилерійських підрозділах.
Російська артилерія з ранку обстріляла Нікополь, випустивши по громадах десятки снарядів. Руйнування зазнали 9 приватних будинків та одна адмінбудівля.
Російські війська випустили керовану бомбу по селу Дружелюбівка в Ізюмському районі, в результаті чого загинули двоє цивільних і ще один отримав поранення. Два російські авіаудари по об'єктах критичної інфраструктури в Херсоні спричинили відключення електроенергії та водопостачання в місті.
У ранкові години російська важка артилерія обстріляла район Нікополя, випустивши понад 40 снарядів. Було зруйновано дев'ять приватних будинків і одну господарську будівлю.

### 16 жовтня
Ворог застосував вночі під час атаки одну балістичну ракету «Іскандер-М», 5 керованих авіаційних ракет Х-59 та 12 ударних БпЛА «Shahed-136/131». Спеціальний представник США з питань відбудови України, Пенні Пріцкер, приїхала до Києва.

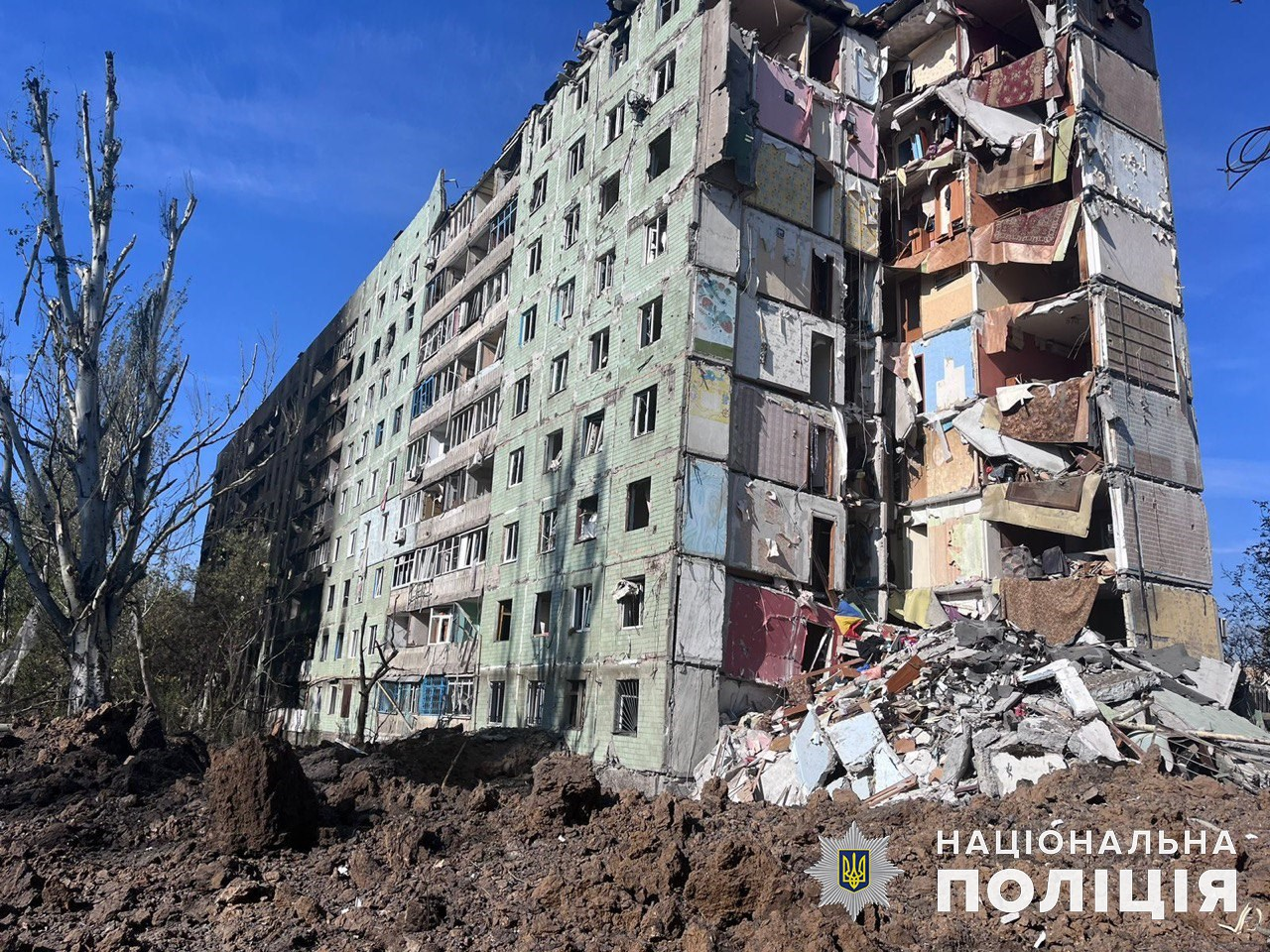
Обстріляний будинок в Авдіївці

За оцінками ISW, російські війська «трохи просунулися» під Авдіївкою, хоча темп наступу на місто сповільнився. На основі геолокалізованих відеоматеріалів Інститут підрахував, що росіяни просунулися на 3 км на південь від Авдіївки. Російські війська здійснили менше атак у цьому районі, ніж у попередні дні, тоді як російські джерела повідомили, що росіяни «збільшили інтенсивність повітряних і артилерійських атак на місто, щоб компенсувати повільні наземні маневри».
За інформацією Генштабу, наступ ЗСУ у напрямку Мелітополя тривав з «частковим успіхом» на захід від Вербового. Росіяни атакували в напрямках Куп'янська, Бахмута, Авдіївки, Мар'їнки, Шахтарська та Запоріжжя, де було відбито до 72 атак. На Куп'янському та Бахмутському напрямках українці відбили близько 15 обстрілів в районі Синьківки та Іванівки, п'ять — в районі Стельмахівки та Надії, три — в районі Андріївки, продовжуються обстріли на південь від Бахмута. На Авдіївському, Мар'їнському та Шахтарському напрямках українські війська відбили понад 10 атак на Авдіївку, понад 15 — у районі Мар'їнки та п'ять — на південь від Золотої Ниви та Пречцівки. На Запорізькому напрямку російські війська атакували на південний захід від Новоданилівки, Роботиного та на захід від Вербового. Протягом дня росіяни здійснили 10 ракетних ударів, 68 авіаударів та 87 обстрілів українських позицій та населених пунктів (повідомляється про жертви серед мирного населення та зруйновану інфраструктуру). Українська авіація завдала чотири авіаудари по місцях зосередження, а піхота атакувала два вертольоти на злітно-посадкових смугах, склад боєприпасів та артилерійську установку.
Губернатор Бєлгородської області В'ячеслав Гладков заявив, що близько 23:00 російська ППО перехопила три безпілотники поблизу Бєлгорода та Яковлівського району (Бєлгородська область). В результаті атаки був зруйнований один будинок і ще два зазнали часткових пошкоджень.

### 17 жовтня

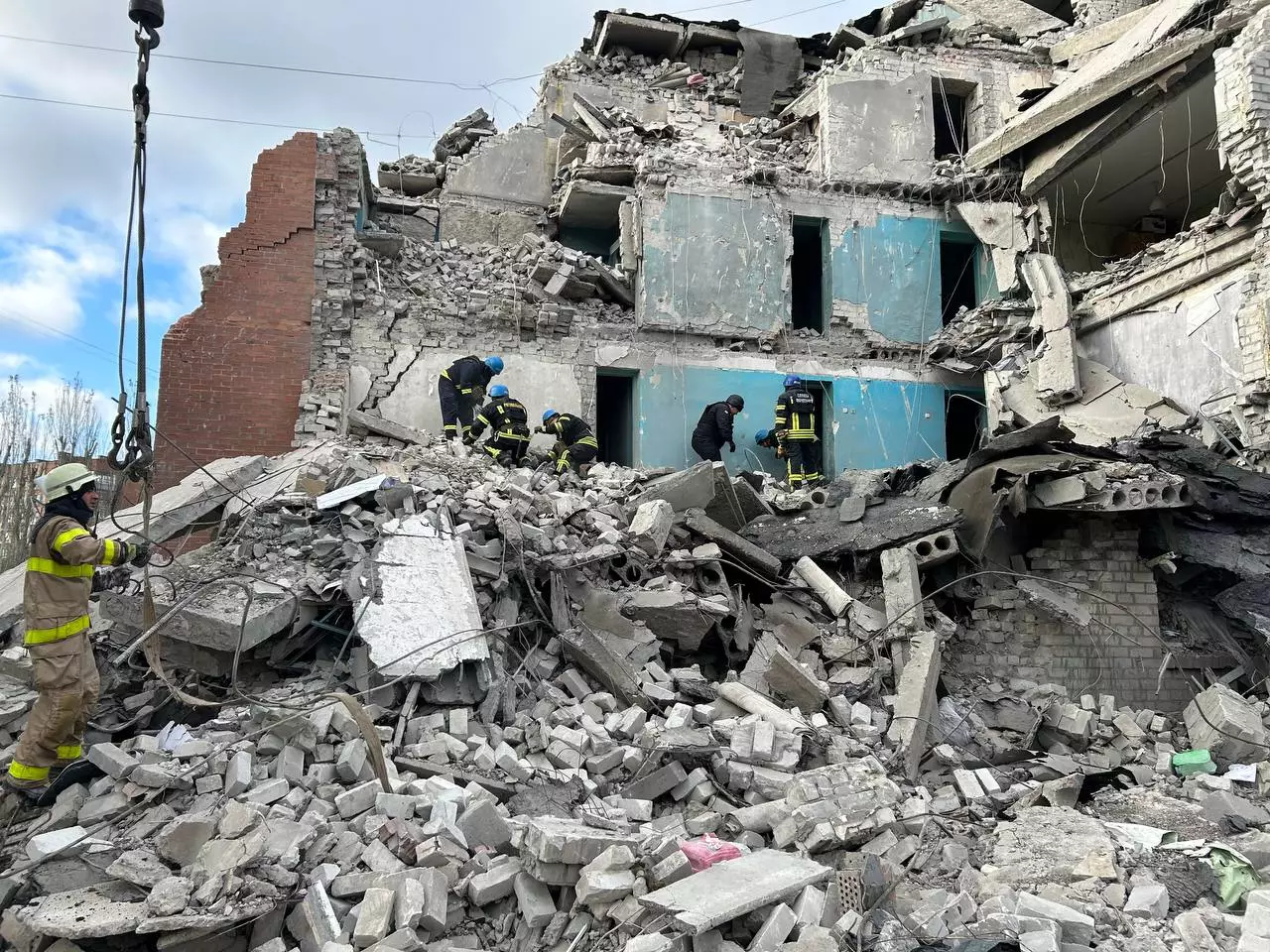
Обстріляний гуртожиток у Слов'янську

Внаслідок російського удару по Херсону четверо людей отримали поранення.

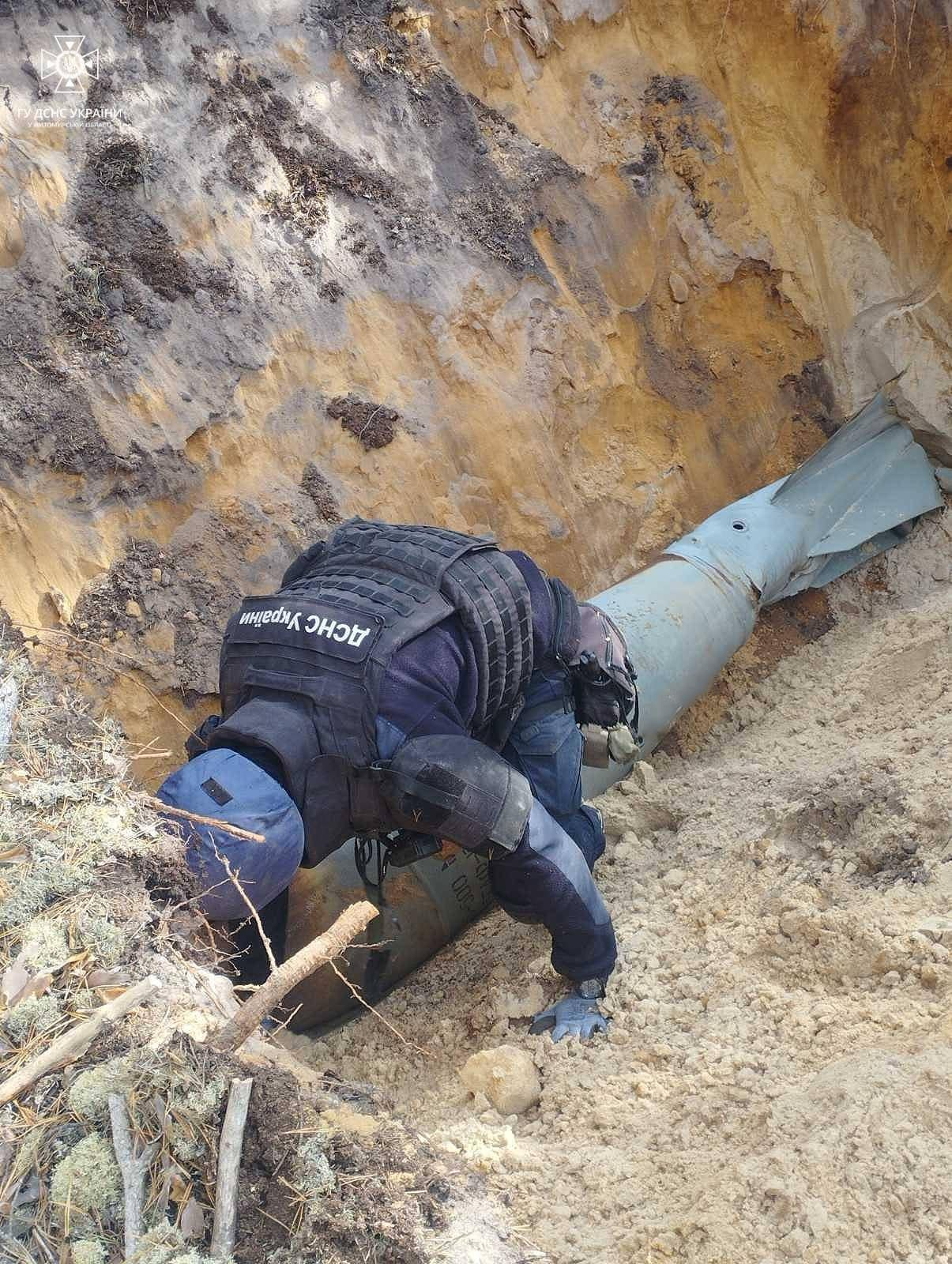
Сапер Державної служби з надзвичайних ситуацій знешкоджує нерозірвану авіаційну бомбу ФАБ-500, знайдену в Житомирській області. 17.10.2023

Вночі росіяни двома ракетами уразили гуртожиток аграрного університету в Слов'янську, під завалами було дві особи.
Генеральний штаб України заявив, що на сході та півдні країни проводяться оборонні операції, а також наступальні операції в напрямку Мелітополя та Бахмута. Наступ у напрямку Мелітополя тривав з «частковим успіхом» на південь від Роботиного. Росія атакувала в напрямках Куп'янська, Бахмута, Авдіївки, Мар'їнки, Шахтарська та Запоріжжя, де було відбито до 69 атак. На Куп'янському та Бахмутському напрямках українці відбили близько 15 атак в районах Синьківки, Іванівки та Кислівки, а також дев'ять атак в районі Надії. Росіяни намагалися повернути втрачені позиції біля Ключіївки, а українські військові продовжували обстріли на південь від Бахмута. На Авдіївському, Мар'їнському та Шахтарському напрямках українські війська відбили п'ять атак на Авдіївку, понад 20 атак у районі Мар'їнки та Новомихайлівки, а також по дві атаки на південь від Золотої Ниви та Пречичівки. На Запорізькому напрямку росіяни намагалися відновити позиції на південний захід від Роботиного. Протягом дня російські війська здійснили три ракетні удари, 35 авіаударів та 39 обстрілів українських позицій та населених пунктів (повідомляється про жертви серед мирного населення та зруйновану інфраструктуру). Українська авіація завдала 15 авіаударів по районах зосередження та три по зенітно-ракетних комплексах; артилерія завдала ударів по п'яти блокпостах, району зосередження особового складу, складу боєприпасів та артилерійським.
Вночі ЗСУ атакували аеродроми Луганська та Бердянська, вразили 5 вертольотів, склад боєприпасів та артилерійські засоби, детонація яких тривала з 4:00 до 11:00 ранку Вперше було застосовано ракети ATACMS з касетними боєголовками з дальністю дії 160 км, що стало першим застосуванням цих ракет з моменту їхньої доставки зі Сполучених Штатів кількома днями раніше.
США «передали Україні 31 танк M1 Abrams. Це всі такі машини, які Вашингтон обіцяв владі в Києві». Він додав, що українські солдати, які проходили навчання на «Абрамсах» у Німеччині, повернулися додому, а Україна також отримала боєприпаси і запчастини до танків.
Міністерство реінтеграції окупованих територій України повідомило, що з осені 2022 року зі звільнених районів Херсонської та Харківської областей було евакуйовано понад 67 000 осіб, у тому числі 40 000 осіб з Херсонської області та 27 000 осіб з північно-східної частини Харківської області.
На думку ISW, ракетні атаки українських військ з використанням ПТРК змусять російське командування розосередити авіаційні засоби і перебазувати частину літаків на аеродроми, розташовані далі від лінії фронту, що «ймовірно, порушить російську авіаційну підтримку» оборонних операцій і локальних наступальних дій. Крім того, прибуття ракет ПТРК в Україну створює «значну загрозу для російських складів боєприпасів у тилу і, ймовірно, змусить російське командування обирати між укріпленням існуючих складів і подальшим розосередженням». Українські війська продовжили контрнаступ, просуваючись в районі Бахмута і в західній частині Запорізької області. Російські війська, у свою чергу, здійснювали атаки на лінії Куп'янськ-Сватово-Кремінна, під Бахмутом і Авдіївкою, на південний захід від Донецька, на кордоні Донецької і Запорізької областей і в західній частині Запорізької області, просунувшись вперед на окремих ділянках фронту.

### 18 жовтня

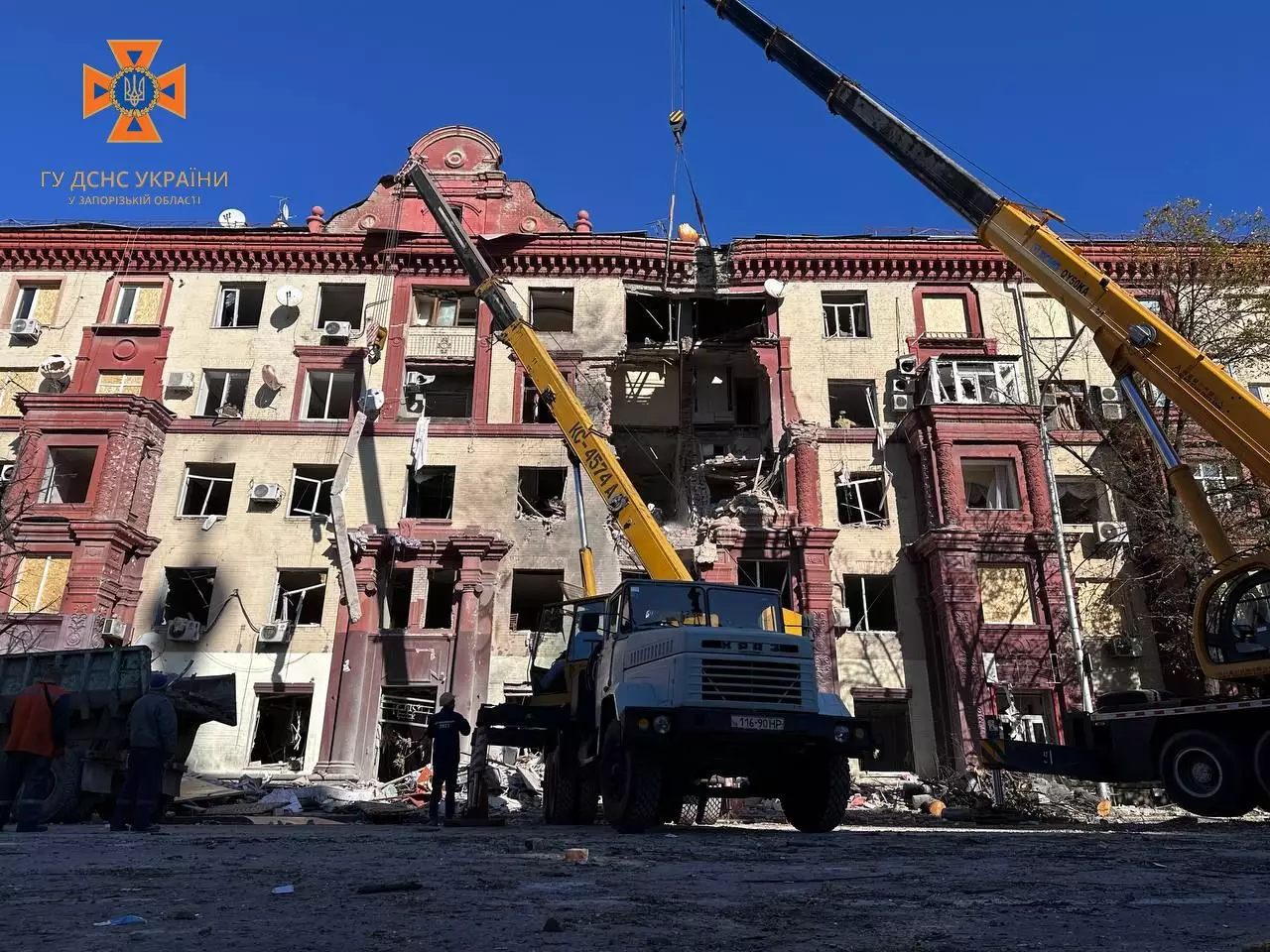
Будинок у Запоріжжі після удару

ISW, посилаючись на російські джерела, повідомила, що українська морська піхота вийшла на окупований берег Дніпра, що також підтвердили в українській прикордонній службі. Російські джерела повідомили, що війська двох українських бригад розпочали наступ на Дніпрі у східній частині Херсонської області. Геолокаційні матеріали вказують на те, що українці просунулися на північ від населених пунктів Піщанівка (14 км на схід від Херсона і 3 км від річки) і Пойма (11 км на схід від Херсона і 4 км від річки). Генеральний штаб підтвердив повідомлення про наступ українських військ, повідомивши, що Росія вторглася на окуповані території: «На Херсонському фронті окупанти завдали авіаударів в районі Новобіслава, Козацького, Оливи, Наддніпрянського та Піщанівки».
Мер Авдіївки Віталій Барабаш заявив, що в цей час відбулася найбільша атака на місто з 2014 року. Він додав, що кількість російських обстрілів і атак дещо зменшилася, але на українських позиціях було «не спокійніше», а «дуже гаряче», оскільки обстріли і бої тривали цілодобово. За його словами, українські сили стабілізували ситуацію навколо Авдіївки, але найближчими днями відбудеться чергова ескалація: «Це ще не кінець історії. Ворог перегруповується. Протягом останніх трьох днів він стягує всю техніку, яку може, в тил, щоб полагодити її" .
За данними Генштабу, протягом доби було ліквідовано 620 окупантів, 16 одиниць техніки та літак Су-25. Наступ у напрямку Мелітополя тривав із частковим успіхом у південно-західній частині Вербового. РФ атакували в напрямках Куп'янська, Лиману, Бахмуту, Авдіївки, Мар'їнки, Шахтарська та Запоріжжя, де було відбито до 80 атак. На Куп'янському, Лиманському та Бахмутському напрямках українські війська відбили понад 15 атак в районі Синьківки, Іванівки та Кислівки, а також 10 атак в районі Надії та п'ять в районі Макіївки. Росіяни намагалися повернути втрачені позиції біля Ключіївки, а українські військові продовжували обстріли на південь від Бахмута. На Авдіївському, Мар'їнському та Шахтарському напрямках українські війська відбили три атаки на Авдіївку, 21 атаку в районі Мар'їнки, Новомихайлівки та одну біля Новомайорська. На Запорізькому напрямку українські війська відбили атаки в районі Новодарівки та Малої Токмачки. Протягом доби росіяни здійснили 15 ракетних ударів, 79 авіаударів та 61 обстріл українських позицій та населених пунктів (є жертви серед мирного населення та зруйнована інфраструктура). Українська авіація завдала 15 авіаударів по місцях зосередження та три по зенітно-ракетних комплексах, а артилерія обстріляла два блокпости, зенітно-ракетний комплекс «Тор», радіолокаційну станцію «Зоопарк-1М» та 11 артилерійських установок.
Вночі, близько 2:00, російські війська завдали шість ракетних ударів по Запоріжжю, одна з них влучила у багатоповерховий будинок. Загинули двоє людей, троє травмовані.

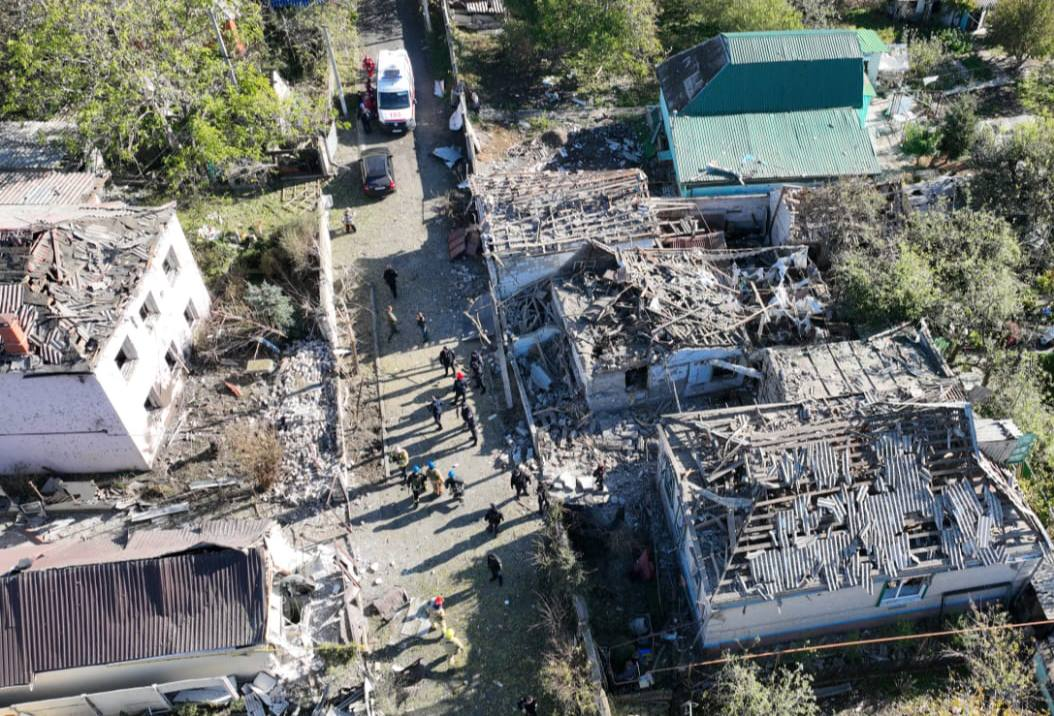
Будинки в селі Обухівка після ракетного обстрілу; одна людина загинула, четверо отримали поранення. 18.10.2023

Російські війська обстріляли ракетами Дніпропетровську область, щонайменше одна людина загинула і щонайменше четверо отримали поранення. Було зруйновано будинок, цивільний об'єкт і пошкоджено 21 будинок, 11 інших будівель і газопровід.
Двоє людей загинули і один отримав поранення в результаті вечірнього російського ракетного обстрілу села Степове в Миколаївській області. Зруйновано заклад громадського харчування, житлові та сільськогосподарські будівлі.
Внаслідок нічного авіаудару російської авіації по селищу Благовіщенське Херсонської області одна людина загинула і одна людина отримала важкі поранення. На село було скинуто шість керованих авіабомб з трьох літаків Су-35; повідомлялося про пошкодження будівель, у тому числі житлових будинків.
Між Rheinmetall AG та ДК «Українська оборонна промисловість» було створено підприємство ТОВ "Рейнметалл Українська Оборонна Промисловість".

### 19 жовтня
ЗСУ просунулися майже на півкілометра в районі Вербового. На Запорізькому напрямку ЗСУ ліквідували бойовика Олександра Можаєва на прізвисько «Бабай», що воював проти України з 2014 року.
ВРУ підтримала у першому читанні законопроєкт про заборону релігійних організацій, пов'язаних з Росією (законопроєкт № 8371 підтримали 267 нардепів). Документом пропонувалося заборонити в Україні релігійні організацій, які пов'язані з РФ, включно з УПЦ МП.
СБУ викрила керівництво РПЦ у створенні власних приватних військових компаній в Росії. За вказівками Московського патріархату їхні ПВК займаються вербуванням та бойовою підготовкою найманців для війни проти України. Задокументовано, що одна з таких приватних військових компаній під назвою «Андріївський хрест» діє на базі Кронштадтського Морського собору у Санкт-Петербурзі.
Зеленський підписав закон про збільшення видатків на оборону на понад 300 млрд грн.
Президент США Джо Байден звернувся до американського народу з промовою. Він говорив про війну в Україні та ситуацію довкола нападу бойовиків «Хамасу» на Ізраїль: 
Ми не можемо допустити і не допустимо перемоги таких терористів, як «Хамас» і тиранів, як Путін. Я відмовляюся дозволити цьому статися. Ми повинні пам'ятати, хто ми є. Ми Сполучені Штати Америки, Сполучені Штати Америки! 
Вперше на рівні президента США «проведено паралелі між путінським терористичним режимом і терористами „Хамас“ і ця паралель Путін-„Хамас“ стала основним трендом в медійному просторі США».

### 20 жовтня
О 7:30 російські терористи обстріляли село Кучерівка Куп‘янського району. Мінно-вибухову травму отримав 39-річний цивільний чоловік. Окупанти не полишають спроб прорватись в місто.
Херсонську міську територіальну громаду за минулу добу було обстріляно 23 рази, російський ворог використав для цього 93 снаряди. Ураження зафіксовані у Херсоні, Антонівці, Інженерному, Садовому, Придніпровському, Комишанах, Зеленівці та Наддніпрянському. 3 людини зазнали поранень.
Адміністрація президента США Джо Байдена спрямувала запит до Конгресу США на додаткове фінансування безпекових потреб на загальну суму 105,85 мільярда доларів. З них 61,4 мільярда доларів передбачаються на військову допомогу Україні.
За оцінками ISW, ЗСУ досягли північно-східної частини села Кринки, що за 2 км від лівого берегу річки Дніпро в окупованій частині Херсонської області. Ворог просувався на північ від Авдіївки коло породного відвалу в напрямку села Бердичі. Противник атакував невеликими групами, але за підтримки артилерії і бронетехніки.
ЗСУ завдали росіянам найбільших добових втрат з початку війни. За 24 години російські війська втратили 1380 солдатів убитими і пораненими.
На північному кордоні з червня 2022 року встановлено півмільйона мін і що цілісність мінних загороджень збільшилася в 16 разів.

## 21-31 жовтня

### 21 жовтня

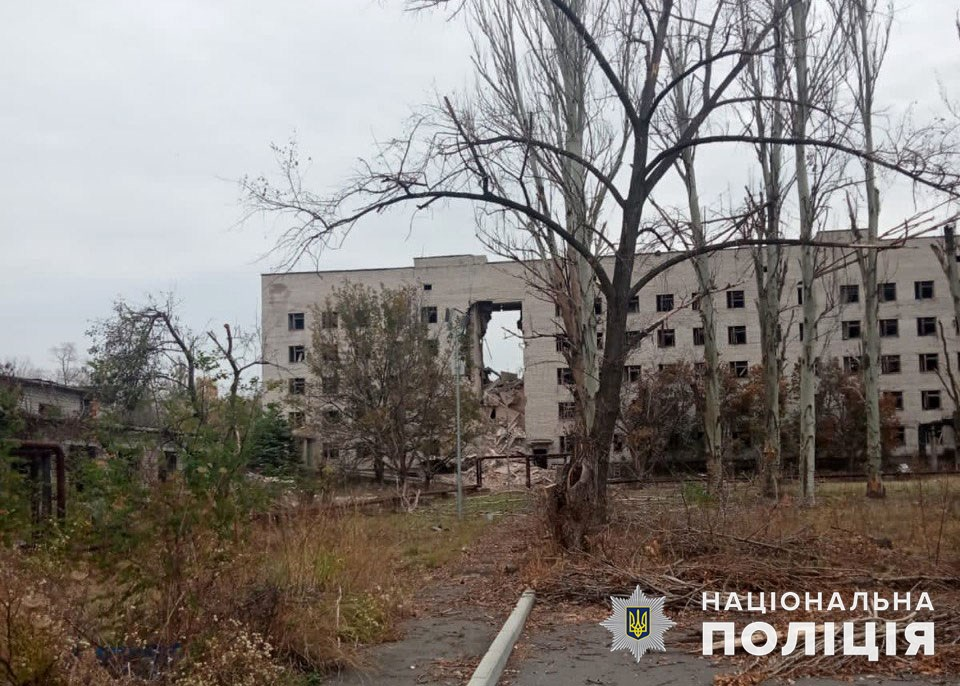
Центральна міська лікарня Авдіївки після обстрілу

Інтенсивність обстрілів Авдіївки зменшилася. Речник об’єднаного пресцентру Сил оборони Таврійського напрямку заявив, що «це не означає, що Росія відмовилася від спроб захопити Авдіївку», і що українські війська змушені тримати оборону.
Перший віцепрем'єр-міністр України — Міністр економіки України Юлія Свириденко повідомила, що з початку повномасштабного вторгнення задокументовано 2,5 тисячі фактів шкоди довкіллю, вчинених агресором, у тому числі розслідувалося 14 випадків екоциду. Потенційно забрудненими були понад 170 тисяч км2 території України. Понад 6 млн громадян перебували в зоні ризику через міни та снаряди, що не вибухнули. Жертвами мін вже стали біля 800 українців, з яких понад 250 — загинули.

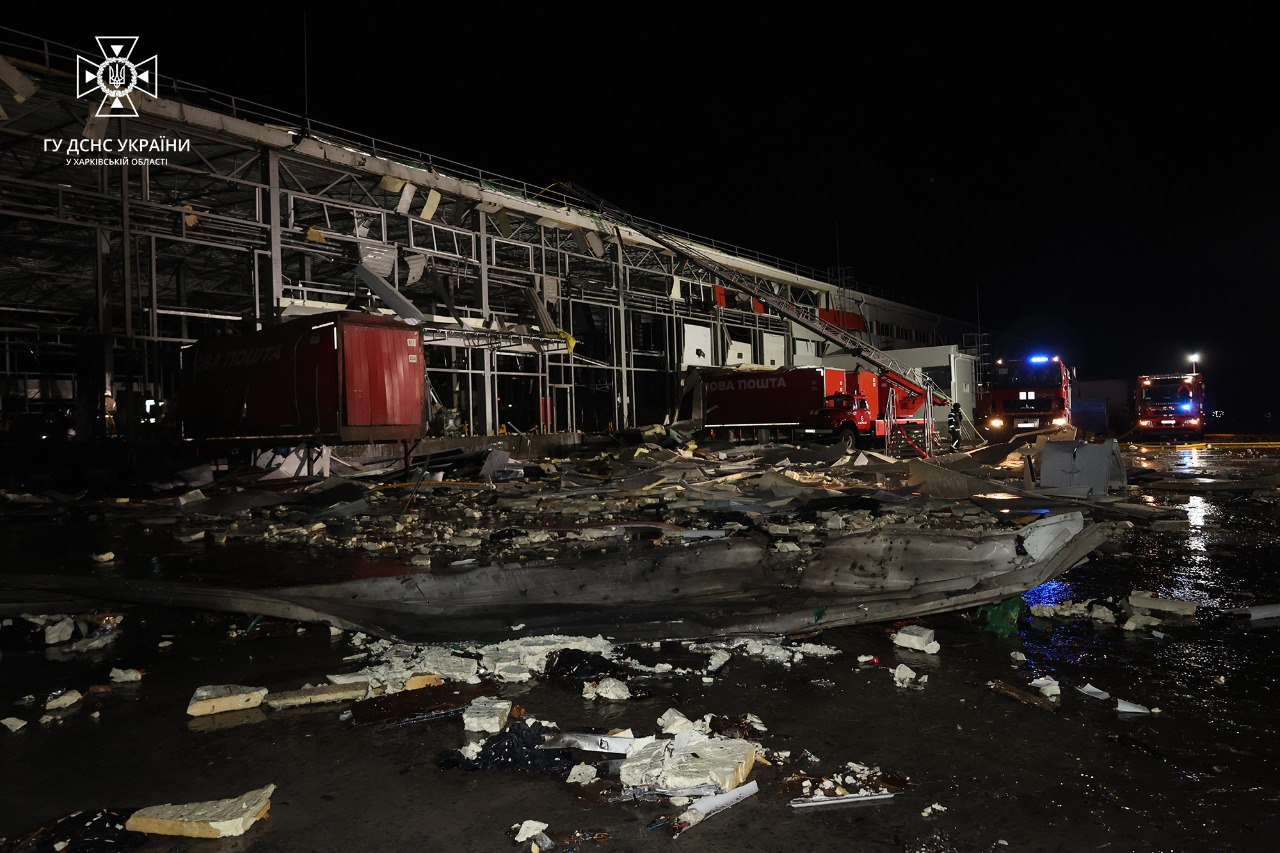
Логістичний центр Нової Пошти після влучання ракети. 21.10.2023

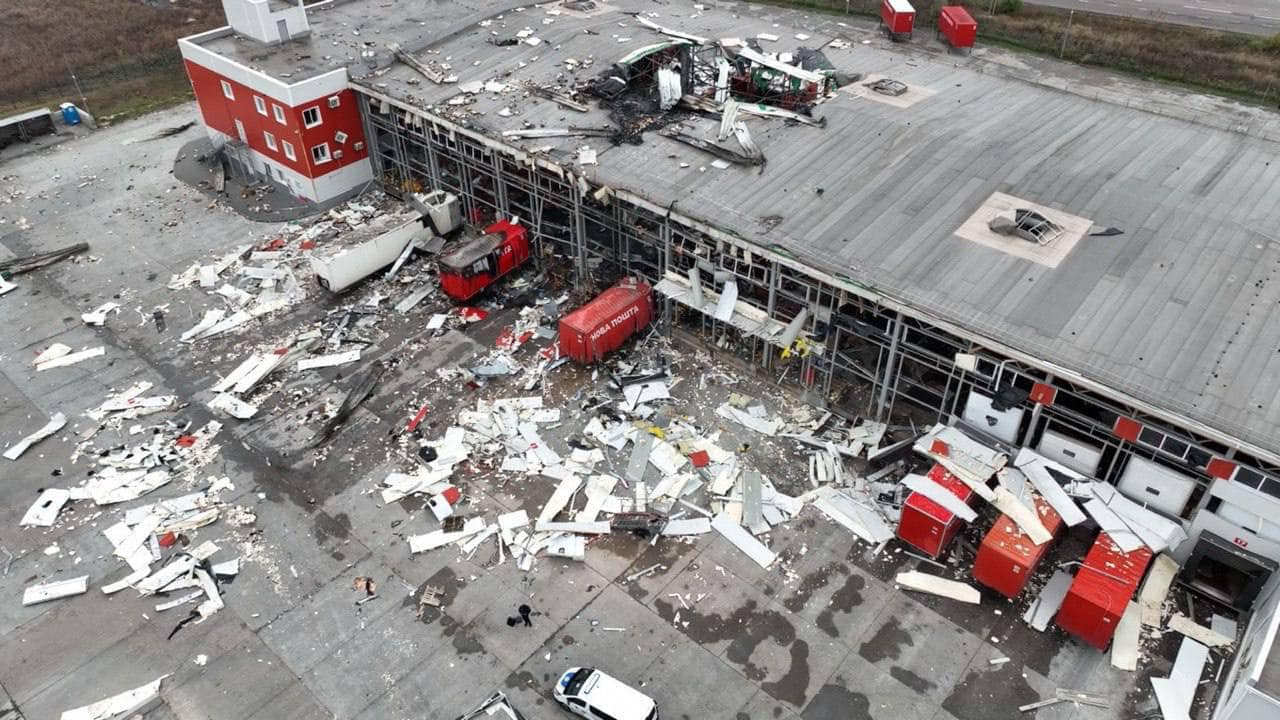
Місце ураження терміналу Нової Пошти. 21.10.2023

На сході та півдні країни ведуться оборонні операції, а також наступальні операції в напрямку Мелітополя та Бахмута. Наступ на Мелітополь тривав, що призвело до втрат у живій силі та техніці. Бойовики атакували в напрямках Куп'янська, Лиману, Бахмуту, Авдіївки, Мар'їнки, Шахтарська та Запоріжжя, де було відбито понад 80 атак. На Куп'янському, Лиманському та Бахмутському напрямках українські військові відбили понад 15 обстрілів у районах Синьківки, Іванівки та Надії, а також 10 обстрілів поблизу Білогорівки, Срібного та Спірнів. Українці відбили атаки в районі Васюківки та Андріївки і продовжили обстріли на південь від Бахмута. На Авдіївському та Маріїнському напрямках росіяни продовжували спроби оточити Авдіївку, але українські війська тримали оборону, відбивши 15 атак в районі Кераміка, Авдіївки, Степового, Тоненького та Первомайського. Понад 20 атак було відбито в районах Мар'їнки, Красногорівки та Побєди. На Шахтарському та Запорізькому напрямках українці відбили атаки в районі Пречичівки, Золотої Ниви, Старомайорського та Прутного. Протягом доби Росія здійснила шість ракетних ударів, 53 авіаудари та 54 обстріли українських позицій та населених пунктів (повідомляється про жертви серед мирного населення та зруйновану інфраструктуру). Українська авіація завдала 12 авіаударів по районах зосередження, а артилерія атакувала сім артилерійських установок, радіолокаційну станцію, склад боєприпасів, зенітно-ракетний комплекс та два райони зосередження.
В 22:10 ворожа ракета ЗРК С-300 вдарила по терміналу Нової пошти у селі Коротич на Харківщині, загинуло 6 людей та 17 було поранено. Термінал було майже повністю зруйновано, пошкоджено транспорт.

### 22 жовтня
Силами та засобами протиповітряної оборони України, знищено одну керовану авіаційну ракету Х-59 та 3 ударні БпЛА типу «Shahed-136/131».
Вночі російські окупанти вдарили по Станіславу на Херсонщині. Пошкоджено понад 30 житлових будинків.
В селі Калинівка Бахмутського району загинув 58-річний місцевий житель, який під час обстрілу перебував у власному дворі. А в селі Васюківка Бахмутського району від прямого влучання російської міни в легковий автомобіль помер 61-річний чоловік. Про це Донецька обласна прокуратура повідомила в Telegram. Також ворог гатив по селі Нетайлове, там тілесні ушкодження дістав 19-річний юнак. У Торецьку внаслідок ворожого обстрілу отримали контузії 59-річна жінка та чоловік 60 років.
У вечері на Херсонщині з-під завалів будинку дістали тіла двох людей, які загинули внаслідок російського авіаобстрілу села Іванівка.

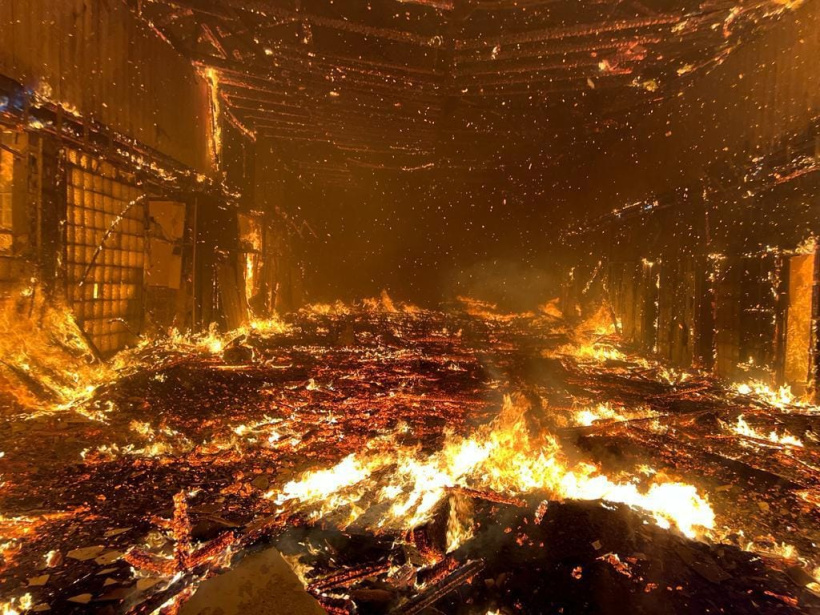
Шахта кам'яного вугілля в Торецьку після нічного російського обстрілу. Загорілася адміністративно-господарська будівля та підйомне обладнання. Вогнеборці гасили пожежу 15 годин. 22.10.2023

Генштаб ЗСУ повідомив, що на сході та півдні країни ведуться оборонні операції, а також наступальні операції в напрямку Мелітополя та Бахмута. Наступ на Мелітополь тривав, що призвело до втрат у живій силі та техніці. Росія атакувала в напрямках Куп'янська, Лиману, Бахмуту, Авдіївки, Мар'їнки, Шахтарська та Запоріжжя, де було відбито понад 90 атак. На Куп'янському, Лиманському та Бахмутському напрямках українські війська відбили понад 15 атак в районі Синьківки та Іванівки, близько 10 атак в районі Надії та Серебряного лісу, а також атаки в районі Богданівки, Хромового, Іванівського, Андріївки та Дружби; на південь від Бахмута атаки продовжуються. На Авдіївському та Маріїнському напрямках росіяни продовжували спроби оточити Авдіївку, але українці тримали оборону, відбивши понад 20 атак в районі Кераміка, Степового, Авдіївки, Тоненького, Опитного та Невельського. Також вони відбили 24 обстріли в районі Мар'їнки, Побєди та Новомихайлівки. На Шахтарському та Запорізькому напрямках атаки були відбиті у районі Пречитівки, Золотої Ниви, Вербового та Роботиного. Протягом дня росіяни здійснили 10 ракетних ударів, 63 авіаудари та 58 обстрілів українських позицій та населених пунктів (є жертви серед мирного населення та зруйнована інфраструктура). Українська авіація завдала сім авіаударів по місцях зосередження бойовиків, а артилерія — по чотирьох артилерійських підрозділах.

### 23 жовтня
Українські захисники вночі збили 13 БпЛА типу «Shahed-136/131», авіаційну ракету Х-59 та ударний дрон, тип якого не встановлено. В Одеському районі уламки одного із дронів пошкодили дах складу припортової інфраструктури. Всього на Одеському напрямку було збито 9 дронів. Також росіяни пошкодили ТЕС під час нічногу обстрілу є пошкодження в мережах обленерго в Дніпропетровській, Донецькій, Харківській областях.
Міністри закордонних справ країн ЄС вчергове не змогли домовитись про виділення траншу в 500 мільйонів євро з Європейського фонду миру для військової допомоги України. Причиною цього знову стала Угорщина. Влада Будапешта й раніше блокувала це рішення, адже Україна внесла OTP Bank до переліку міжнародних спонсорів війни.
Центр міста та шляхи постачання перебували під постійними обстрілами. Це ускладнило постачання українських військ у місті. Битва за Авдіївку є найбільшим російським військовим наступом з початку 2023 року. Генерал Олександр Сирський охарактеризував умови на 1000-кілометровому фронті, як складні і наголосив на боях під Бахмутом та Куп'янськом. Хоча Росія зазнавала великих втрат, вона постійно збільшувала свої резерви. Українська влада розпорядилася про обов'язкову евакуацію дітей та їхніх батьків або опікунів з восьми сіл Донецької області та 23 сіл Херсонської області у зв'язку із запеклими бойовими діями.
За даними ISW, російська армія повинна отримати достатньо боєприпасів для продовження війни у 2024 році. На думку експертів, Росія вже не має стільки боєприпасів, як у 2022 році, і внутрішнє виробництво має бути підтримане поставками з Північної Кореї. Досі Корея відправляла до Росії близько 300—500 000 боєприпасів, переважно артилерійських; така кількість покривала місячну потребу росіян. За оцінками української сторони, росіяни споживають близько 10 000-15 000 боєприпасів на день, що менше, ніж у 2022 році, коли було випущено до 80 000 боєприпасів на день. Якщо рівень поставок з Кореї та масштаби виробництва на російських заводах збережуться, Росія зможе продовжувати війну, зберігаючи темпи бойових дій. Тим часом українці продовжили контрнаступ під Бахмутом і на заході Запорізької області, просунувшись на південь від Бахмута. Російсько-терористичні війська здійснювали атаки під Куп'янськом, на лінії Сватово-Кремінна, під Бахмутом, на південь від Донецька, на кордоні Донецької та Запорізької областей і в західній частині Запорізької області, на окремих напрямках просунувшись вперед. Росіяни здійснили обстріли поблизу Авдіївки та просунулися на північний схід від міста. Російські джерела повідомляли, що нібито російські війська відтіснили українців з деяких позицій на східному березі Дніпра, проте українські сили утримують плацдарми.
Міністерство оборони Великої Британії повідомило, що Росія продовжує покладатися на підрозділи «Шторм-Z» для здійснення локальних атак. Це були ротні групи, які вперше були розгорнуті в Україні у 2022 році; спочатку вони розглядалися як відносно елітні формування, здатні взяти на себе тактичне керівництво, але з весни 2023 року підрозділи «Штурм-Z» фактично перетворилися на каральні батальйони, укомплектовані ув'язненими і солдатами, яким загрожували дисциплінарні стягнення.

### 24 жовтня

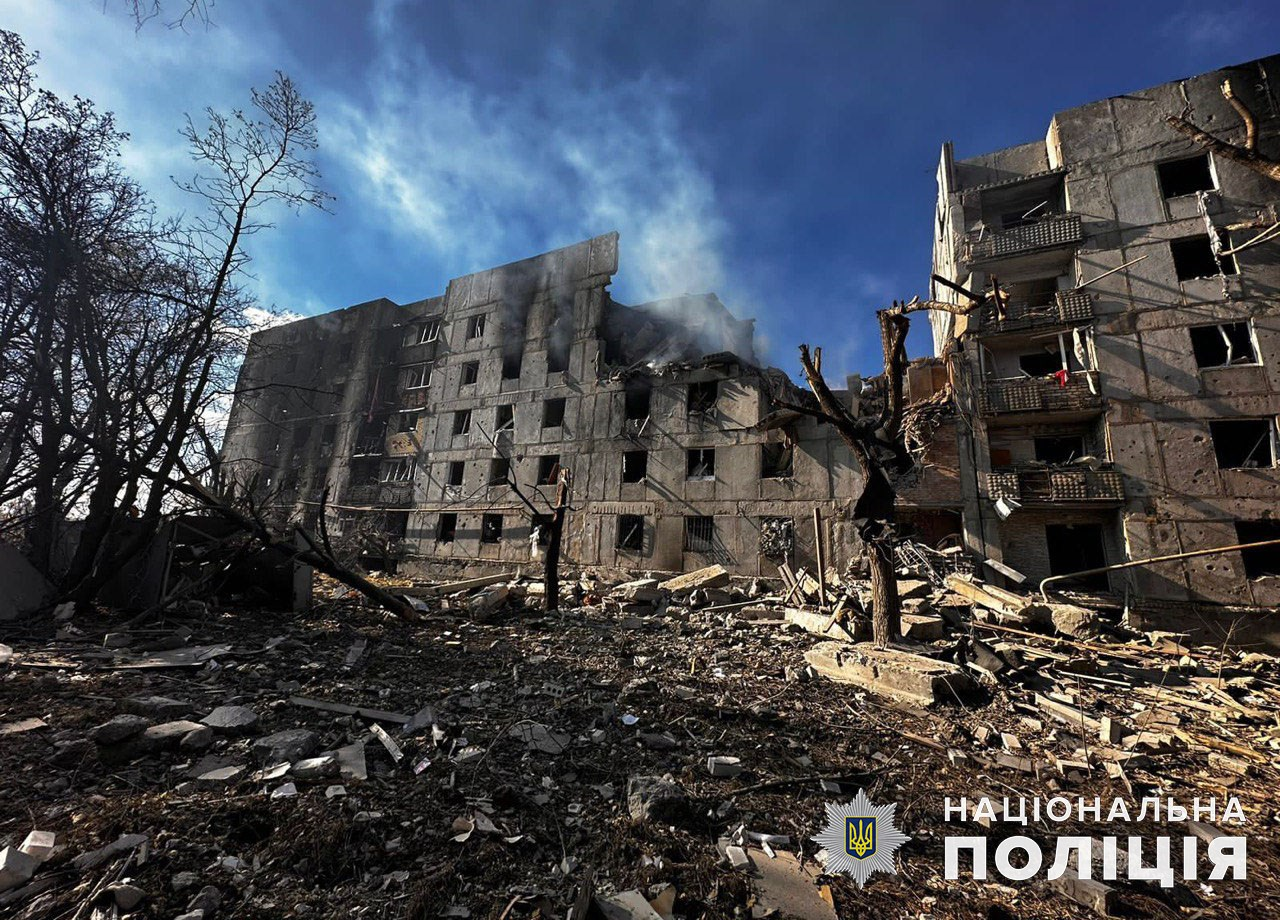
Будинок в Авдіївці після обстрілів

За данними Генштабу, протягом доби було ліквідовано 810 окупантів, загальна кількість російських втрат від початку повномасштабного вторгнення склала 295 510 осіб.
Вночі силами ППО України вдалось збити 6 БпЛА типу «Shahed-136/131».
Німецьке видання Bild опублікувала телефонну розмову, в якій колишній глава «Роскосмосу» Дмитро Рогозін в перемовинах з генеральним директором російського ракетно-космічного центру «Прогресс» Дмитром Барановим, обговорювали удар по великому українському місту космічною ракетою. Ракету хотіли запустити з космодрому «Плесецьк», а на борт помістити авіабомби та боєголовки.
Наступ на Мелітополь тривав із частковим успіхом на захід від Вербового. Російська армія атакувала в напрямках Куп'янська, Лимана, Бахмута, Авдіївки, Мар'їнки, Шахтарська та Запоріжжя, де було відбито близько 80 атак. На Куп'янському, Лиманському та Бахмутському напрямках українські війська відбили близько 10 обстрілів у районі Синьківки та Іванівки, атаки поблизу Надії та Макіївки, а також у районі Богданівки, Ключівки та Андріївки; на південь від Бахмута обстріли тривають. На Авдіївському та Мар'їнському напрямках російсько-терористичні війська продовжували спроби оточити Авдіївку, але українські військові тримали оборону, відбивши понад 10 атак у районах Степового, Авдіївки, Північного та Невельського. Також було відбито понад 20 атак в районі Мар'їнки та Побєди. На Шахтарському та Запорізькому напрямках атаки були відбиті поблизу Новомихайлівки, Пречичівки, Старомайорського, Золотої Ниви та Малої Токмачки. Протягом дня Росія здійснила шість ракетних ударів, 51 авіаудар та 66 обстрілів українських позицій та населених пунктів (повідомляється про жертви серед мирного населення та зруйновану інфраструктуру). Українська авіація завдала 13 авіаударів по районах зосередження та три — по зенітних ракетних комплексах, а артилерія обстріляла 12 артилерійських установок, пункт матеріально-технічного забезпечення, блокпост, зенітну установку та два райони зосередження.
Російські війська атакували Білозерку та Козацьке, поранивши щонайменше двох цивільних осіб і завдавши шкоди лікарні та пожежній частині.
Міністерство оборони Росії заявило, що три українські військово-морські безпілотники були знищені вночі в північній частині Чорного моря. Російський чиновник заявив, що Чорноморський флот відбиває «можливі атаки ворожих диверсійних сил». За повідомленнями кількох каналів у Telegram, кілька вибухів пролунали в Севастополі близько 3:35 ранку за місцевим часом. Федеральна служба безпеки Росії звинуватила СБУ у спробі отруїти близько 77 випускників Російського військового авіаційного коледжу в Армавірі, надіславши отруєний торт і віскі на вечірку з нагоди 20-річчя.
Міністр агрополітики Микола Сольський заявив, що тимчасовим чорноморським коридором Україна провезла майже 700 тис. тонн зерна. З моменту відкриття коридору в серпні в українські порти зайшли 38 суден і понад 30 вийшли.

### 25 жовтня
Сили ППО України знищили всі 11 «Shahed-136/131» під час нічної атаки, 16 людей дістали поранення у результаті падіння уламків збитих російських БПЛА на території об'єкта критичної інфраструктури у Шепетівському районі на Хмельниччині.
Уночі росіяни завдали удару по території Хмельницької АЕС. Внаслідок вибуху було пошкоджено вікна в адміністративно-побутовому та лабораторно-побутовому корпусах. Через пошкодження ліній електропередачі знеструмлено 1 860 споживачів у містах Славута та Нетішин Хмельницької області. Голова Міністерства внутрішніх справ Ігор Клименко пояснив, що уламки безпілотників зруйнували низку будівель у Шепетівському районі, зокрема 11 житлових будинків, дев'ять приватних будівель, два навчальні заклади, адміністративну будівлю, магазин і автомобілі.
Росія провела тренування масованого ядерного удару. Згідно з офіційними повідомленнями, з космодрому Плесецьк в Архангельській області по полігону «Кура» на Камчатці було виконано пуск міжконтинентальної балістичної ракети «Ярс», водночас із Баренцевого моря з атомного підводного крейсера «Тула» було запущено балістичну ракету «Синева». Також, за словами начальника російського Генштабу Валерія Герасимова, у тренуванні стратегічних ядерних сил брали участь два ракетоносці дальньої авіації ТУ-95МС.
Український Генеральний штаб повідомив, що наступ на Мелітополь триває, що призводить до втрат у живій силі та техніці. Російсько-терористичні війська наступали на Куп'янському, Лиманському, Бахмутському, Авдіївському, Мар'їнському, Шахтарському та Запорізькому напрямках, де було відбито до 78 атак. На Куп'янському, Лиманському та Бахмутському напрямках українці відбили близько 13 обстрілів у районі Синьківки, Петропавлівки та Іванівки, атаки поблизу Надії та Макіївки, а також у районі Богданівки, Іванівського, Ключівки та Андріївки; на південь від Бахмута обстріли тривають. На Авдіївському та Мар'їнському напрямках російсько-терористичні війська продовжували спроби оточити Авдіївку, але українські війська тримали оборону, відбивши 15 атак поблизу Степового, Авдіївки, Тоненького та Північного. Вони також відбили 20 атак в районі Мар'їнки та Новомихайлівки. На Шахтарському та Запорізькому напрямках були відбиті атаки поблизу Водяного, Новоукраїнки, Старомайорського та Вербового. Протягом доби російська армія здійснила 50 авіаударів та 49 обстрілів українських позицій та населених пунктів (повідомляється про жертви серед мирного населення та зруйновану інфраструктуру). Українська авіація завдала 7 авіаударів по місцях зосередження бойовиків, а артилерія знищила 3 склади з боєприпасами, 6 артилерійських установок та 1 радіолокаційну станцію.
За даними ISW, українські сили дещо просунулися в західній частині Запорізької області і продовжили атаки під Бахмутом. Російські джерела повідомили, що українці відновили більш масштабні, ніж зазвичай, наземні операції на східному березі Дніпра і утримують позиції в кількох районах на сході Херсонської області. З іншого боку, російські війська здійснили атаки на лінії Куп'янськ-Сватово, поблизу Бахмута, на південний захід від Донецька, на кордоні Донецької та Запорізької областей і в західній частині Запорізької області, але не досягли жодних підтверджених успіхів у просуванні. Російські війська також здійснювали атаки навколо Авдіївки, де вони здійснили підтверджене просування вперед.
Міністерство оборони Росії затвердило генерал-лейтенанта Андрія Кузьменка на посаді командувача Східного угруповання військ в Україні, ймовірно, також затвердивши його на посаді командувача Східного військового округу.
Уряд Австралії оголосив про надання Україні пакету військової допомоги на суму $20 млн, який включає 3D-принтери, обладнання для розмінування, рентгенівські апарати та системи протидії безпілотникам.
Представник ВПС США заявив, що «невелика кількість» українських пілотів розпочала базову підготовку з керування винищувачами F-16 на базі 162-го авіакрила ВПС Національної гвардії Аризони.
Російським військам вдалось вразити український склад з боєкомплектом в села Цвітоха Хмельницькій області.

### 26 жовтня
Наступ на Мелітополь тривав, ЗС РФ зосередилися на атаках на Куп'янському, Бахмутському, Авдіївському та Мар'їнському напрямках, де було відбито до 70 атак. На Куп'янському та Бахмутському напрямках українці відбили атаки в районі Синьківки та Іванівки, п'ять атак в районі Богданівки та Хромового, 10 атак в районі Клищівки та Андріївки, на південь від Бахмута українські війська продовжили обстріли. На Авдіївському та Мар'їнському напрямках росіяни продовжували спроби оточити Авдіївку, але українські війська тримали оборону, відбивши понад 20 атак біля Степового, Авдіївки, Тоненького та Північного. Також було відбито 18 атак у районі Мар'їнки та Новомихайлівки. Протягом дня російська армія здійснила один ракетний наліт, 18 авіаударів та 35 обстрілів українських позицій та населених пунктів (повідомляється про жертви серед мирного населення та пошкодження інфраструктури). Українська авіація завдала двох авіаударів по району зосередження та зенітно-ракетному комплексу; артилерійських ударів по району зосередження та двом артилерійським підрозділам

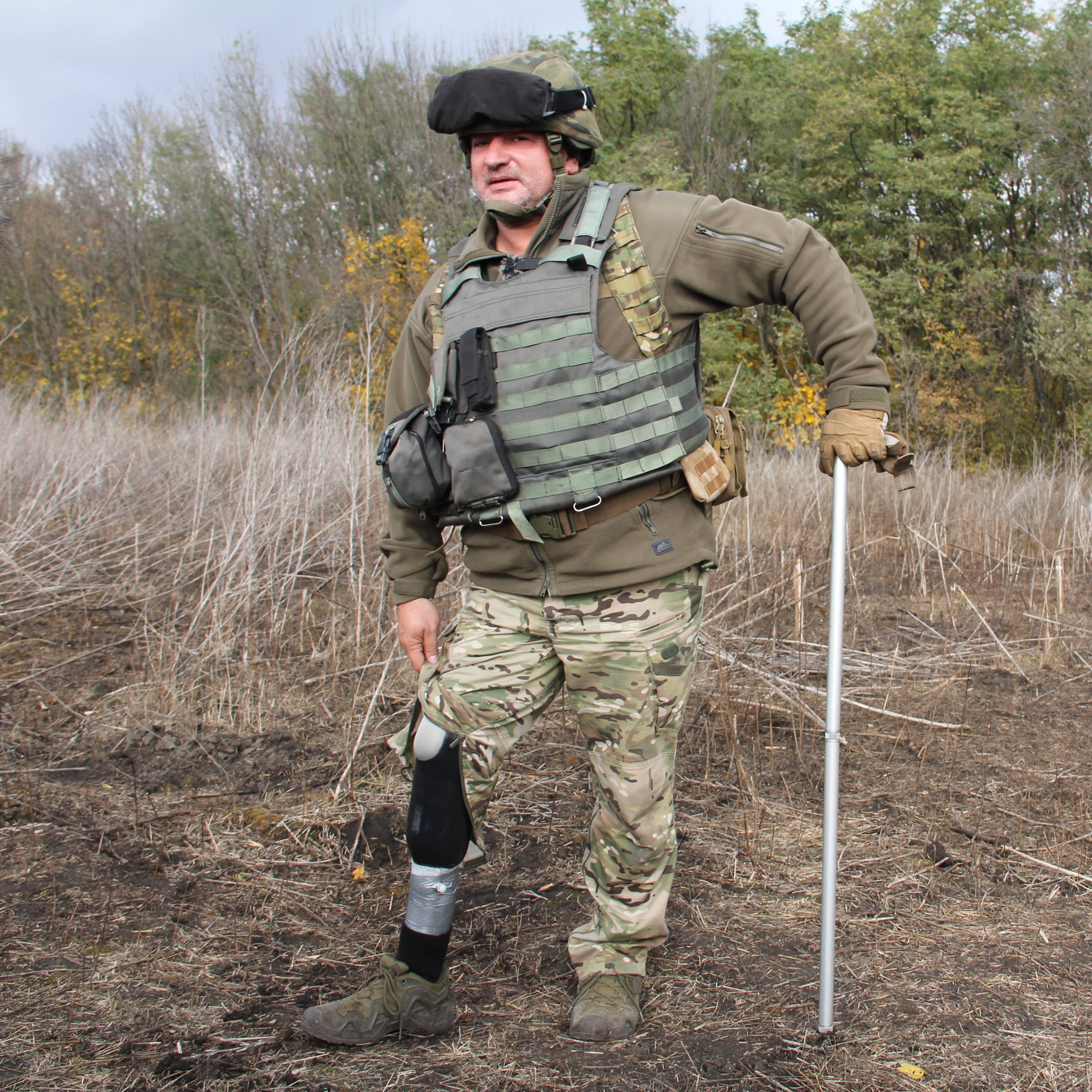
Український сапер Валерій Онул, який минулого року втратив ногу під час розмінування дамби під Херсоном, займається розмінуванням у Харківській області. 26.10.2023

Данія виділила пакет військової допомоги Україні на суму в 3,7 мільярда данських крон (500 млн долларів).
«Я зустрівся зі своїм українським колегою у вівторок у Києві й отримав оновлену інформацію частково про ситуацію в Україні та частково про потреби України в боротьбі з російським вторгненням. Саме на основі триваючих переговорів з українцями було складено тринадцятий і всеосяжний пакет пожертвувань Данії. 
— заявив міністр оборони Данії Трольс Лунд Пульсен.
Російський обстріл села Пожня Сумської області призвів до загибелі 16-річного хлопця.
На думку ISW, втрати важкої техніки навколо Авдіївки послаблять здатність російських військових вести наступальні дії в довгостроковій перспективі. З 10 жовтня росіяни втратили 5000 солдатів і 400 одиниць бронетехніки під Авдіївкою та Мар'їнкою, а супутникові знімки підтвердили, що російська армія втратила щонайменше 109 бойових машин, в основному бронемашин і танків, навколо міста. Тим часом, українські війська дещо просунулися вперед на східному березі Херсонської області та продовжили атаки під Бахмутом і в західній частині Запорізької області. У свою чергу, російські війська здійснювали атаки на лінії Куп'янськ-Сватово-Кремінна, під Бахмутом, навколо Авдіївки, на південний захід від Донецька, на кордоні Донецької та Запорізької областей і в західній частині Запорізької області, просунувшись на окремих ділянках. Крім того, російська окупаційна влада продовжувала насильницьку індоктринацію української молоді через розробку військово-патріотичних освітніх програм.
Уряд США звинуватив Росію у страті власних солдатів під час війни з Україною, якщо вони не підкорялися наказам. Про це заявив Джон Кірбі: У нас є інформація, що російські військові фактично страчують солдатів, які відмовляються виконувати накази». Вважається, що російські командири також погрожували страчувати цілі підрозділи, якщо ті намагатимуться відступити перед українським вогнем. Сполучені Штати, Південна Корея і Японія виступили зі спільною заявою, в якій рішуче засудили постачання Північною Кореєю військової техніки та боєприпасів до Росії для використання проти українського уряду і народу.
Росія масово вербувала кубинських найманців для участі в бойових діях в Україні, в основному для участі в боях під Бахмутом і Куп'янськом. Український хакер зламав пошту російського військового чиновника, виявивши, що було завербовано майже 200 кубинців.

### 27 жовтня
Вночі росіяни атакували з Приморсько-Ахтарського району застосувавши 6 ударних БпЛА типу «Shahed» у напрямку південних регіонів України та одну балістичну ракету «Іскандер-М» з Воронезької області у напрямку Харківщини. Сили ППО змогли знищити 5 з 6 дронів в межах Херсонської та Миколаївської областей Ракета прилетіла по пожежній частині в місті Ізюм Харківської області, 8 рятувальників постраждало, четверо з них госпіталізовані.

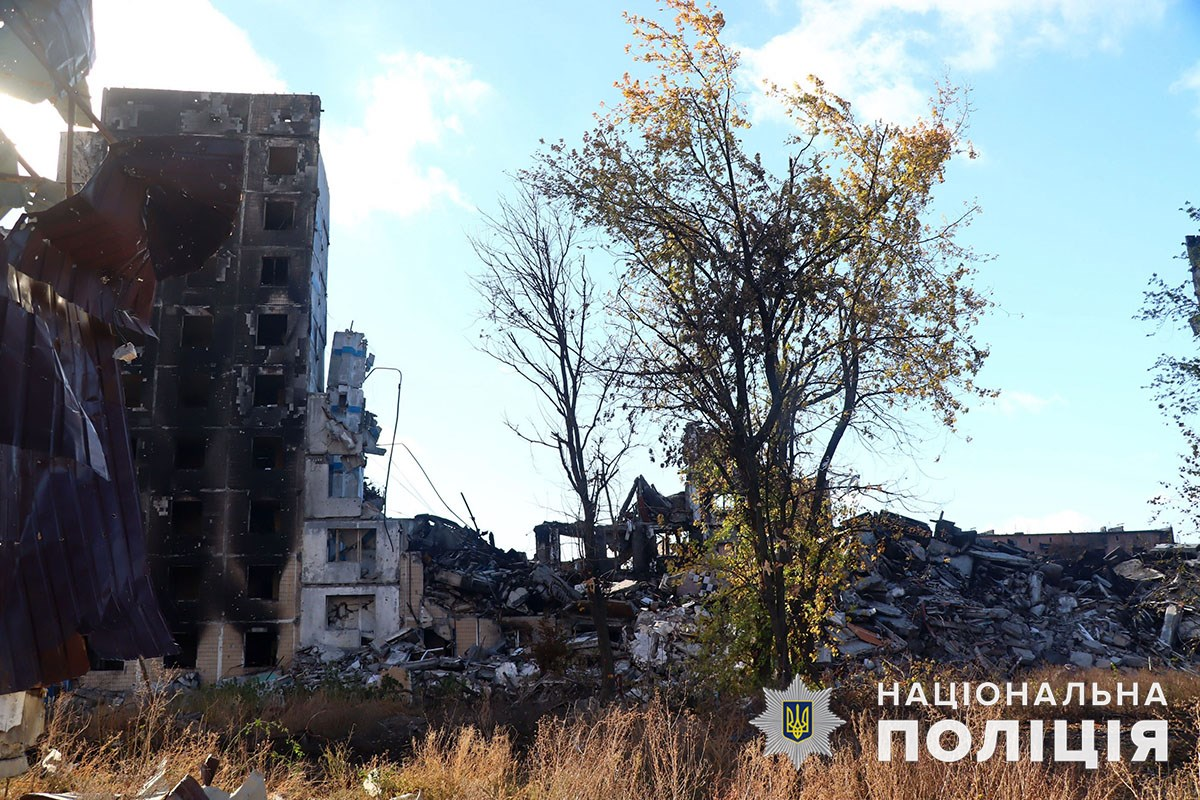
Залишки будинку в Вугледарі після ракетного обстрілу. За даними поліції, в місті залишається понад 100 осіб. 27.10.2023

В Україну повернули тіла 50 загиблих українських військових.
Наступ на Мелітополь тривав, РФ зосередилася на атаках на Бахмутському, Авдіївському, Мар'їнському, Шахтарському та Запорізькому напрямках, де було відбито до 60 атак. На Бахмутському напрямку українці відбили п'ять атак поблизу Андріївки та продовжили обстріли на південь від Бахмута. На Авдіївському та Мар'їнському напрямках росіяни продовжили спроби оточити Авдіївку, але українські війська тримали оборону, відбивши 15 атак поблизу Степового, Авдіївки та Первомайського. Також було відбито понад 20 атак в районі Мар'їнки та Новомихайлівки. На Шахтарському та Запорізькому напрямках українські війська відбили російські атаки поблизу Водяного, Золотої Ниви, Старомайорського та Вербового. Протягом доби Російська Федерація здійснила вісім ракетних ударів, 15 авіаударів та 61 обстріл українських позицій та населених пунктів (повідомляється про жертви серед мирного населення та зруйновану інфраструктуру). Українські військово-повітряні сили завдали 5 авіаударів по району зосередження та 4 зенітно-ракетним комплексам, а артилерія знищила 4 райони зосередження, 8 артилерійських установок, 2 склади боєприпасів, систему ТОС-1А «Солнцепек» та 3 зенітні комплекси.
Губернатор Олександр Прокудін заявив, що Росія атакувала Херсон, поранивши щонайменше сімох цивільних осіб. Під час обстрілу, близько 18:30, два будинки були зруйновані, три — частково зруйновані, ще 10 — пошкоджені.
Німеччина надала Україні пакет військової допомоги, який включав зенітну систему IRIS-T, ракети IRIS-T SLS, 5 000 155-мм артилерійських снарядів, чотири бронетранспортери, вісім розвідувальних безпілотників Vector, бортовий радар TRML-4D, чотири наземні радари, п'ять водних безпілотників, шість прикордонних машин, боєприпаси для реактивних систем залпового вогню Mars II, чотири тягачі з причепами та 10 000 захисних окулярів.
Європейська Рада зібралася, щоб обговорити поточні та майбутні зобов'язання щодо безпеки України, надаючи фінансову, економічну, гуманітарну, військову та дипломатичну підтримку Україні та її народу стільки часу, скільки буде потрібно. Під час засідання прем'єр-міністр Угорщини Віктор Орбан і прем'єр-міністр Словаччини Роберт Фіцо висловили свою незгоду з наданням допомоги Україні з боку ЄС і попросили тимчасово відмовитися від плану допомоги у розмірі 53 млрд доларів, поки Україна не вирішить свої проблеми з корупцією.

### 28 жовтня
Російська армія зосередилася на атаках на Куп'янському, Бахмутському, Авдіївському, Мар'їнському, Шахтарському та Запорізькому напрямках, де було відбито близько 70 атак. На Куп'янському та Бахмутському напрямках українці відбили п'ять атак в районі Синьківки та Іванівки, а також атаку біля Хромового, тоді як російсько-терористичні війська намагалися відновити позиції біля Ключівки та Андріївки (відбито 10 атак), а українські війська продовжували атаки на південь від Бахмута. На Авдіївському та Мар'їнському напрямках росіяни продовжували спроби оточити Авдіївку, але українські війська тримали оборону, відбивши понад 15 атак поблизу Кераміка, Новокалинового, Степового, Авдіївки, Тоненького та Опитного. Також було відбито понад 20 атак у районі Мар'їнки та Новомихайлівки. На Шахтарському та Запорізькому напрямках українці відбили атаки поблизу Золотої Ниви, Старомайорського та Вербового. Протягом дня Росія здійснила сім ракетних ударів, 24 авіаудари та 30 обстрілів українських позицій та населених пунктів (є жертви серед мирного населення та зруйнована інфраструктура). Українська авіація завдала п'ять авіаударів по району зосередження, а артилерія знищила ще один район зосередження та артилерійське скупчення.
Близько 01:00 з району Джанкоя росіяни запусти 4 ракети «Іскандер-К» три з яких було збито засобами ППО над Дніпропетровською областю, одна зденатувала у повітрі над Криворізьким районом.
Російські окупанти втратили близько 4 тисяч особового складу під час наступу на Авдіївку на Донеччині. Про це міністр оборони України Рустем Умєров сказав у розмові з міністром оборони США Ллойдом Остіном.
Херсонська обласна адміністрація заявила, що російська армія атакувала село Іванівку, поранивши щонайменше двох цивільних осіб у віці 40 і 60 років, яких доставили до лікарні.

### 29 жовтня
Російські війська запустили по Україні 5 ударних дронів з території Бєлгородської області та керовану авіаційну ракету Х-59. Повітряні сили знищили усі російські безпілотники, ракета вдарила по об'єктах у Миргородському районі Полтавської області.
На Мальті відбулася третя (з дня повномасштабного вторгнення) зустрічі радників із національної безпеки та зовнішньої політики, щодо української Формули миру. Представники Канади запропонували створити міжнародну коаліцію країн, яка сприятиме поверненню українських дітей, депортованих чи примусово переміщених Росією з тимчасово окупованих територій України.
У Росії, ймовірно, звільнили з посади генерал-полковника Олега Макаревича, який командував угрупованням військ «Дніпро». Новим командувачем призначили генерал-полковника Михайла Теплинського, який керував повітряно-десантними військами РФ.

### 30 жовтня

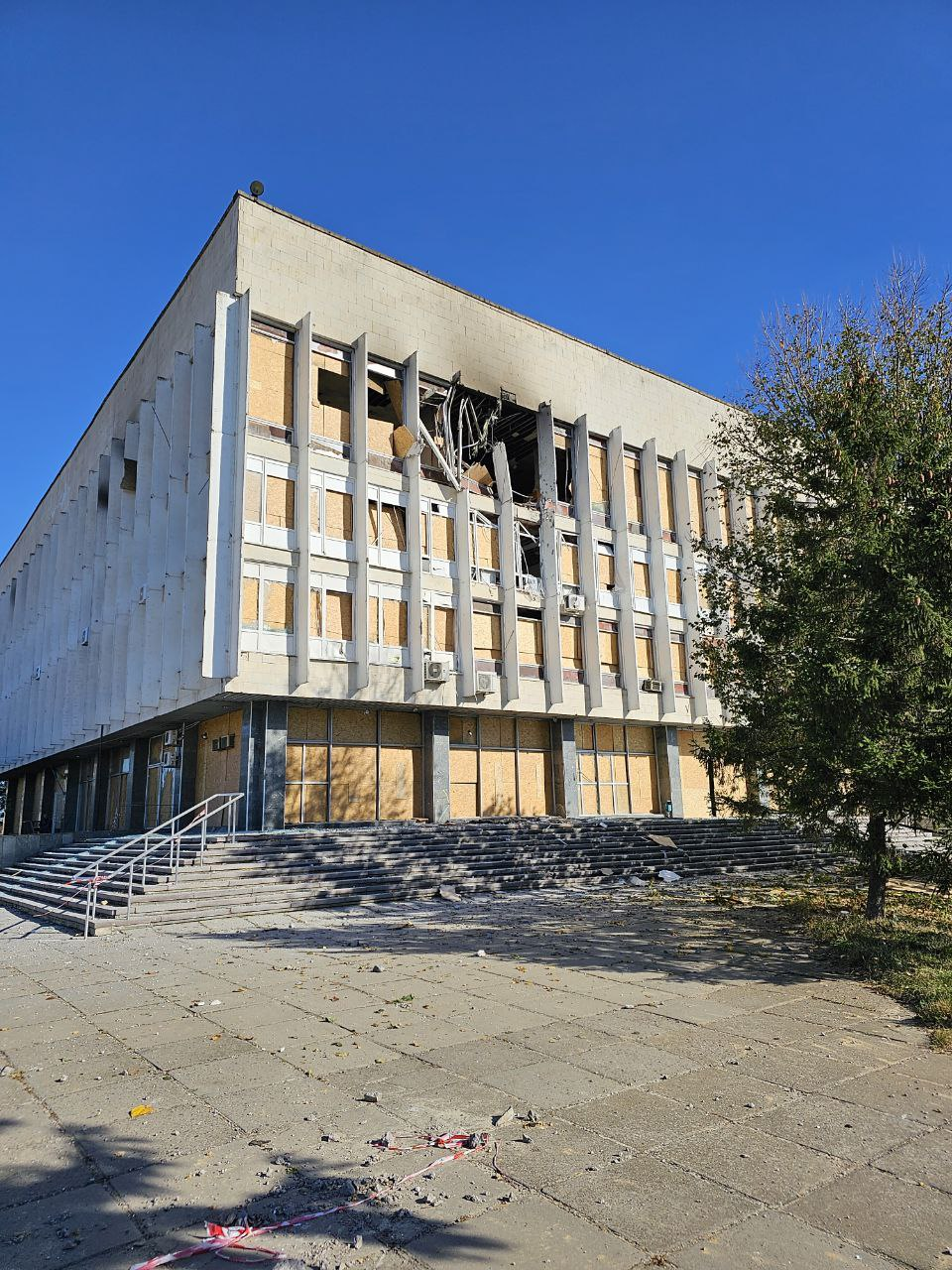
Херсонська обласна наукова бібліотека ім. Олеся Гончара після російського обстрілу. 30.10.2023

О 2:00 ворог атакував із артилерії село Новоосинове Куп'янського району, пошкоджено будинок та гараж, під обстріл потрапило селище Куп'янськ-Вузловий.
Російські війська обстріляли центр Херсон, пошкоджено багатоповерхівки. Одна людина загинула. Голова військової адміністрації Роман Мрочко повідомив, що російські війська обстріляли Херсон зі східного берега Дніпра. За даними місцевої влади, були зруйновані бібліотека та автобус, семеро пасажирів отримали поранення. Внаслідок обстрілу житлових будинків у центральному районі міста загинула 85-річна жінка, троє людей отримали поранення. Берислав залишився без електроенергії в результаті нападу на об'єкт критичної інфраструктури. У Білозерці повідомлялося про руйнування та поранення. У Кіндійці обстріляли кладовище, внаслідок чого одна людина загинула, ще одна отримала поранення.
Вранці росіяни атакували трьома ракетами «Іскандер-М» Одеську область. В Одеській військовій адміністрації заявили про влучання у судноремонтний завод. Пошкоджено адміністративну будівлю та техніку підприємства, поранення зазнали 4 людини.
Сили ППО знищили у небі над Дніпропетровською областю дві ракети. Від падіння уламків пошкоджено будинки та авто.
В Україні планували запустити «смарт-мобілізацію», яка дозволила б громадянам обирати спеціалізацію, на яку вони хочуть мобілізуватись.
Українські військові нанесли успішні удари по ППО російськіх агресорів у Криму і Луганській області. Про це повідомило Управління стратегічних комунікацій (СтратК) ЗСУ.
Головнокомандувач української армії Олександр Сирський заявив, що Росія посилила свої війська в районі Бахмута, перейшовши від оборони до активних дій. Ситуація на східному фронті «залишається складною», оскільки російська активність зросла в районі Куп'янська, де війська наступали з кількох напрямків. Метою цього було зупинити просування українських військ, додавши, що «противник зазнає великих втрат і не досягає своєї мети».
Український штаб заявив, що наступ на Мелітополь триває, що призводить до втрат у живій силі та техніці. Російські війська наступали в напрямках Куп'янська, Бахмута, Авдіївки, Мар'їнки, Шахтарська та Запоріжжя, де було відбито до 36 атак. На Куп'янському та Бахмутському напрямках українці відбили дві атаки в районі Синьківки, три атаки біля Ключівки та продовжили обстріли на південь від Бахмута. На Авдіївському та Мар'їнському напрямках російсько-терористичні війська продовжували спроби оточити Авдіївку, але українські війська тримали оборону, відбивши понад п'ять атак поблизу Авдіївки, Тоненького та Первомайського. Також було відбито понад 15 атак в районі Мар'їнки та Новомихайлівки. На Шахтарському та Запорізькому напрямках українці відбили атаки поблизу Старомайорська. Протягом доби Росія здійснила сім ракетних ударів, 90 авіаударів та 82 обстріли українських позицій та населених пунктів (є жертви серед мирного населення та зруйнована інфраструктура). Українська авіація завдала 19 авіаударів по району зосередження та один по зенітно-ракетному комплексу, а артилерія знищила п'ять районів зосередження та дев'ять артилерійських установок.

### 31 жовтня
Росіяни атакували в напрямках Куп'янська, Бахмута, Авдіївки, Мар'їнки, Шахтарська та Запоріжжя, де було відбито до 68 атак. У напрямку Купанів і Бахмуків українці відбили понад 10 атак в районі Сіньківки, Іванівки та Надії, п'ять атак біля Кліщівки та Андріївки; вони продовжували наступати на південь від Бахмута. На Авдіївському та Мар'їнському напрямках російські війська продовжували намагатися оточити Авдіївку, проте українські сили тримали оборону, відбивши понад 20 атак в районі Авдіївки, Кераміка, Північного, Первомаївки та Степового. Понад 20 обстрілів також відбито в районі Мар'їнки та Новомихайлівки. У напрямку Шахтаря та Запоріжжя українці відбивали атаки біля Пречистівки, Золотої Ниви та Роботиного. Протягом доби Російська Федерація здійснила вісім ракетних ударів, 97 авіаударів і 84 обстріли українських позицій і населених пунктів (зафіксовані жертви серед мирного населення та зруйнована інфраструктура). Українська авіація здійснила 15 нальотів на місця зосередження, один на командний пункт і два по зенітно-ракетним комплексам, артилерія вразила три радіолокаційні станції, два склади боєприпасів, район зосередження та вісім артилерійських установок.
У Донецьку в Будьонівському районі відбулася масштабна пожежа на нафтобазі. Повідомляють, про знищення цистерн, що забезпечували пальним окупантські війська.
Українському ракетному комплексу HIMARS удалось знешкодити російський батальон Атал, що складався переважно з представників Чувашії. Повідомляють про 10 зпалених автомобілей, з особовим складом до 120 бійців. Точно підвержено смерть 18 бійців.
Міністр внутрішніх справ Ігор Клименко повідомив, що «за минулу добу ворог обстріляв 118 населених пунктів у 10 областях. Це найбільше міст і сіл, які зазнали нападів з початку року». За даними місцевої влади, за останню добу російські війська здійснили обстріли 13 областей, убивши щонайменше трьох людей і поранивши щонайменше 15.
Олег Синєгубов повідомив, що під час атаки росіян на Петропавлівку загинув чоловік і поранена жінка. Губернатор Олександр Прокудін повідомив, що внаслідок обстрілів Херсонщини окупантами загинула одна людина, вісім отримали поранення; заявив, що метою росіян є, серед іншого, СТО та склади транспортного заводу в Херсоні.
Про події наступного місяця — див. у статті Хронологія російського вторгнення в Україну (листопад 2023)